# Roissy-en-France
Vous lisez un « article de qualité » labellisé en 2008.
Pour les articles homonymes, voir Roissy.
Roissy-en-France est une commune française située dans le département du Val-d'Oise en région Île-de-France. Les habitants sont appelés les Roisséens et les Roisséennes.
Ce village a été rendu mondialement célèbre en 1974 lors de l'implantation de l'aéroport international qui porte son nom et occupe une partie de son territoire. Mais à l'écart des installations aéroportuaires, Roissy demeure un village caractéristique du Pays de France.

## Géographie

### Description

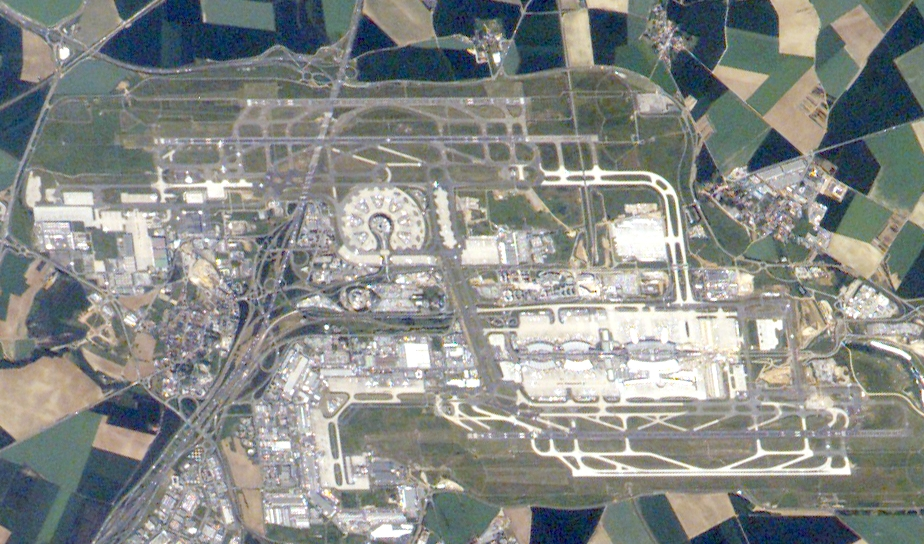
Vue générale de l'aéroport : le village de Roissy-en-France se situe à gauche de l'image, cerné par les installations aéroportuaires.

Roissy-en-France se situe au cœur de la plaine de France, à 25 km au nord-est de Paris.
La commune est limitrophe de Gonesse, Le Thillay, Vaudherland, Goussainville, Louvres et Épiais-lès-Louvres dans le département du Val-d'Oise, de Tremblay-en-France dans le département de la Seine-Saint-Denis et de Mauregard dans le département de Seine-et-Marne.
| Goussainville Louvres  |                  | Épiais-lès-Louvres Mauregard (Seine-et-Marne) |
| Le Thillay Vaudherland | Roissy-en-France | Tremblay-en-France (Seine-Saint-Denis)        |
| Gonesse                |                  |                                               |

L'espace rural, composé des terres cultivées (essentiellement de la culture céréalière) et des surfaces non bâties de l'aéroport (pelouses) occupe 5,93 km2 soit 41 % de la surface communale. Parmi les 59 % d'espace construit, 4,43 km2 (soit 52,7 % de l'espace urbain) sont occupés par les installations aéroportuaires. 1,7 km2 (soit 20 %) sont occupés par des chantiers ou par la Francilienne, 1 km2 (soit 12 %) par des zones d'activité. L'habitat individuel et continu en bas du village (maisons de ville et petits collectifs) n'occupe pour sa part que 2,9 % de l'espace soit 24 hectares. Aucun cours d'eau permanent n'est présent sur le territoire communal.

### Géologie
Le village est situé au centre de la plaine de France, vaste plateau légèrement incliné au sud vers Paris constitué de calcaire de Saint-Ouen, particulièrement résistant à l'érosion, qui a donné une structure tabulaire à la région. Le soulèvement alpin et pyrénéen au pliocène a contribué à affirmer ce caractère. Une légère dépression consécutive à un affaissement occupe le sud de la plaine : le synclinal abrite la fosse de Saint-Denis qui voit s'écouler les rares rivières de la plaine, le Croult, et le Petit Rosne en particulier. Le village se trouve quant à lui sur le flanc nord de cette dépression, à l'extrémité d'une vallée sèche. Les altitudes varient de 116 mètres au nord à 76 mètres au sud et jusqu'à 67 mètres à l'ouest dans le creux de la vallée sèche à la limite de Vaudherland. L'absence de cours d'eau et de carrières souterraines rend la commune peu soumise à des risques naturels, seuls trois secteurs de surface limitée présentent des risques de mouvements de terrain, sur la plate-forme aéroportuaire et en limite de Vaudherland.

### Climat
Pour des articles plus généraux, voir Climat de l'Île-de-France et Climat du Val-d'Oise.
En 2010, le climat de la commune est de type climat océanique dégradé des plaines du Centre et du Nord, selon une étude du CNRS s'appuyant sur une série de données couvrant la période 1971-2000. En 2020, Météo-France publie une typologie des climats de la France métropolitaine dans laquelle la commune est exposée à un climat océanique altéré et est dans la région climatique  Sud-ouest du bassin Parisien, caractérisée par une faible pluviométrie, notamment au printemps (120 à 150 mm) et un hiver froid (3,5 °C). 
Pour la période 1971-2000, la température annuelle moyenne est de 11,4 °C, avec une amplitude thermique annuelle de 15,1 °C. Le cumul annuel moyen de précipitations est de 681 mm, avec 10,9 jours de précipitations en janvier et 8 jours en juillet. Pour la période 1991-2020, la température moyenne annuelle observée sur la station météorologique installée dans la commune est de 12,1 °C et le cumul annuel moyen de précipitations est de 694,3 mm,. Pour l'avenir, les paramètres climatiques de la commune estimés pour 2050 selon différents scénarios d'émission de gaz à effet de serre sont consultables sur un site dédié publié par Météo-France en novembre 2022.
| Mois                                  | jan.             | fév.             | mars          | avril           | mai            | juin           | jui.           | août           | sep.           | oct.            | nov.            | déc.             | année      |
| ------------------------------------- | ---------------- | ---------------- | ------------- | --------------- | -------------- | -------------- | -------------- | -------------- | -------------- | --------------- | --------------- | ---------------- | ---------- |
| Température minimale moyenne (°C)     | 2,3              | 2,3              | 4,5           | 6,7             | 10             | 13,1           | 15,1           | 15             | 12,1           | 9,2             | 5,4             | 2,9              | 8,2        |
| Température moyenne (°C)              | 4,7              | 5,3              | 8,3           | 11,2            | 14,6           | 17,8           | 20,1           | 20,1           | 16,6           | 12,7            | 8,1             | 5,2              | 12,1       |
| Température maximale moyenne (°C)     | 7                | 8,2              | 12,2          | 15,8            | 19,3           | 22,6           | 25,1           | 25,1           | 21,1           | 16,2            | 10,7            | 7,5              | 15,9       |
| Record de froid (°C) date du record   | −17,8 17.01.1985 | −12,4 07.02.1991 | −9,1 13.03.13 | −3,9 12.04.1986 | 0,3 03.05.1981 | 2,6 01.06.1975 | 7,3 15.07.1977 | 6,1 25.08.1980 | 2,4 19.09.1977 | −3,1 30.10.1985 | −8,1 23.11.1998 | −10,6 29.12.1996 | −17,8 1985 |
| Record de chaleur (°C) date du record | 16 27.01.03      | 20,5 27.02.19    | 25,3 31.03.21 | 28,6 20.04.18   | 31,9 27.05.05  | 36,5 27.06.11  | 41,4 25.07.19  | 39 12.08.03    | 35 08.09.23    | 28,9 01.10.11   | 21,2 08.11.15   | 17,3 16.12.1989  | 41,4 2019  |
| Ensoleillement (h)                    |                  | 916              | 1 396         | 1 967           | 2 183          | 2 112          | 2 406          | 2 149          | 1 786          | 1 123           | 693             | 615              |            |
| Précipitations (mm)                   | 57,2             | 48               | 49,8          | 47,8            | 66,5           | 61,9           | 59,9           | 57,8           | 50             | 60,1            | 60,4            | 74,9             | 694,3      |

## Urbanisme

### Typologie
Au 1er janvier 2024, Roissy-en-France est catégorisée bourg rural, selon la nouvelle grille communale de densité à sept niveaux définie par l'Insee en 2022.
Elle appartient à l'unité urbaine de Paris, une agglomération inter-départementale regroupant 407  communes, dont elle est une commune de la banlieue,,. Par ailleurs la commune fait partie de l'aire d'attraction de Paris, dont elle est une commune de la couronne,. Cette aire regroupe 1 929 communes,.

### Logement

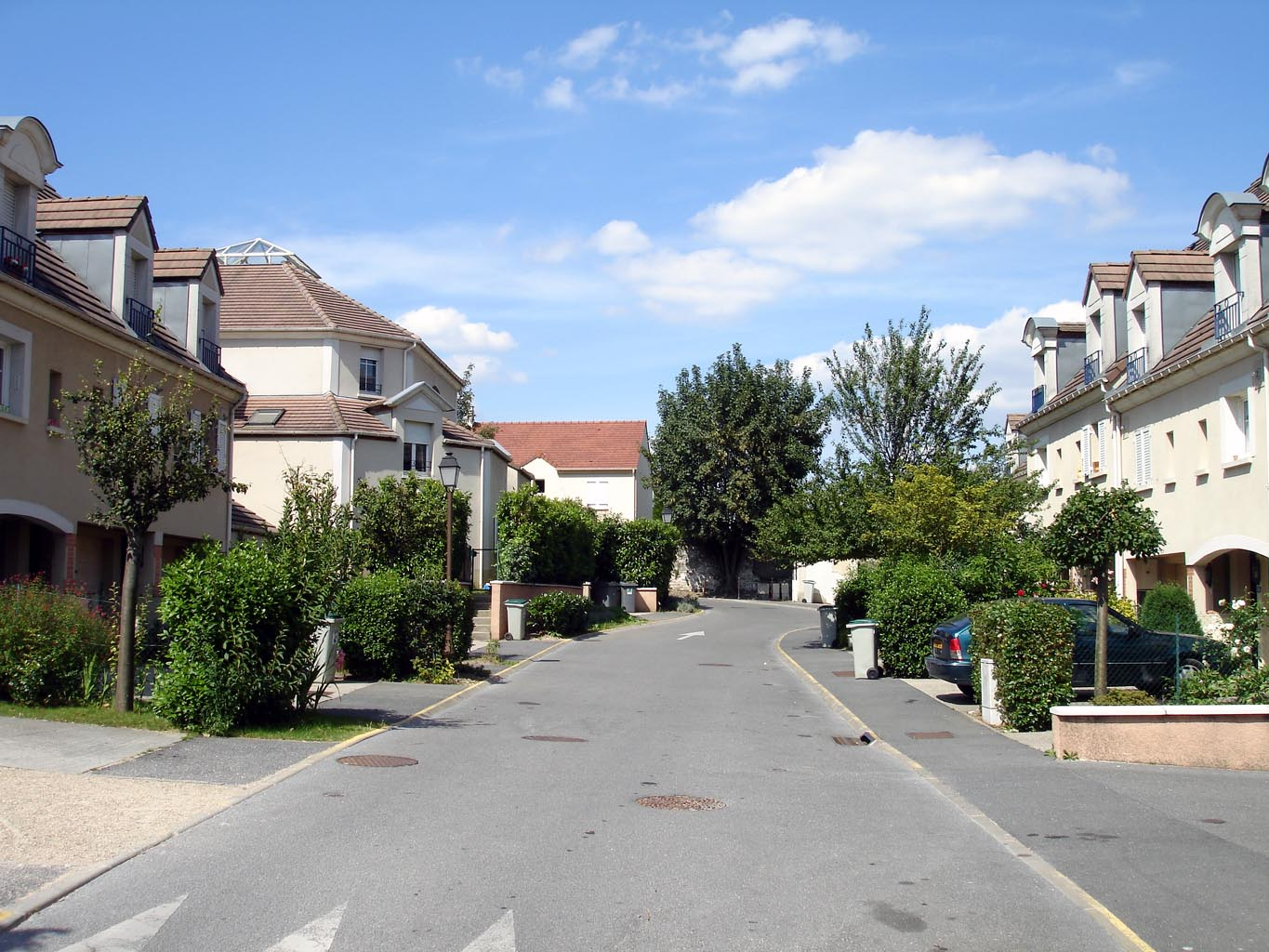
Le chemin des Tournelles, zone d'urbanisation pavillonnaire des années 1990.

Roissy-en-France totalisait exactement 1 000 logements en 1999, dont 882 résidences principales. L’âge moyen du parc immobilier était beaucoup plus faible que la tendance régionale. Les constructions neuves sont nettement plus présentes que la moyenne de la région : en 1999, 26,3 % des résidences principales dataient de 1990 ou après contre seulement 9,1 % en Île-de-France. A contrario, les constructions antérieures à 1949 ne représentaient que 16,7 % du parc contre 33,7 % pour la moyenne régionale francilienne.
88,2 % des logements étaient des résidences principales, réparties à 50,3 % en maisons individuelles et 49,7 % en appartements (respectivement 26,9 % et 73,1 % dans la région). 43,3 % des habitants sont propriétaires de leur logement, contre 46,6 % qui ne sont que locataires (respectivement 44,3 % et 51,1 % dans la région),.
Roissy comptait 164 logements HLM soit 18,6 % du parc en 1999 (23,4 % dans la région), valeur qui avait plus que doublé depuis le recensement de 1990. En outre le nombre de logements vacants était plus faible en 1999 que dans la région avec 7,5 % du parc contre 8,1 % en Île-de-France.
Les grands logements sont très majoritaires : la plupart des habitations possèdent quatre pièces et plus (52,7 %), puis trois pièces (22,3 %), mais seulement 14,2 % possèdent deux pièces et 10,8 % une pièce. Néanmoins les logements de petites surfaces (une pièce) ont augmenté de 108 % depuis 1990,.

### Voies de communication et transports

#### Réseau routier

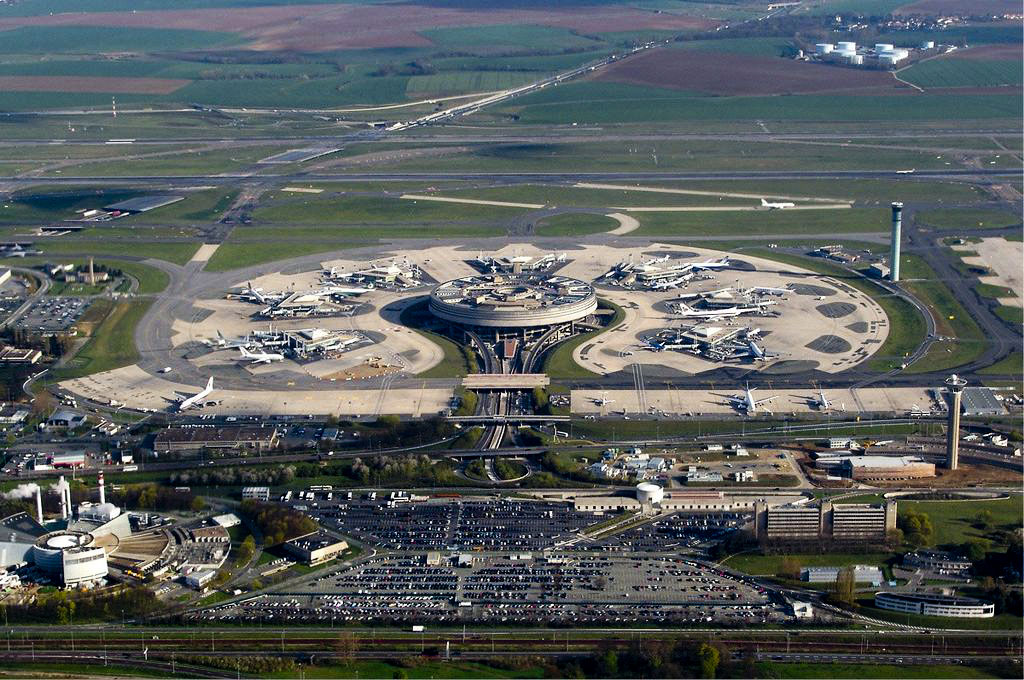
Roissy dispose d'importantes infrastructures de communication : au premier plan, la ligne de RER, au centre, l'aérogare 1 et au fond, l'autoroute du Nord, traversant la Plaine de France.

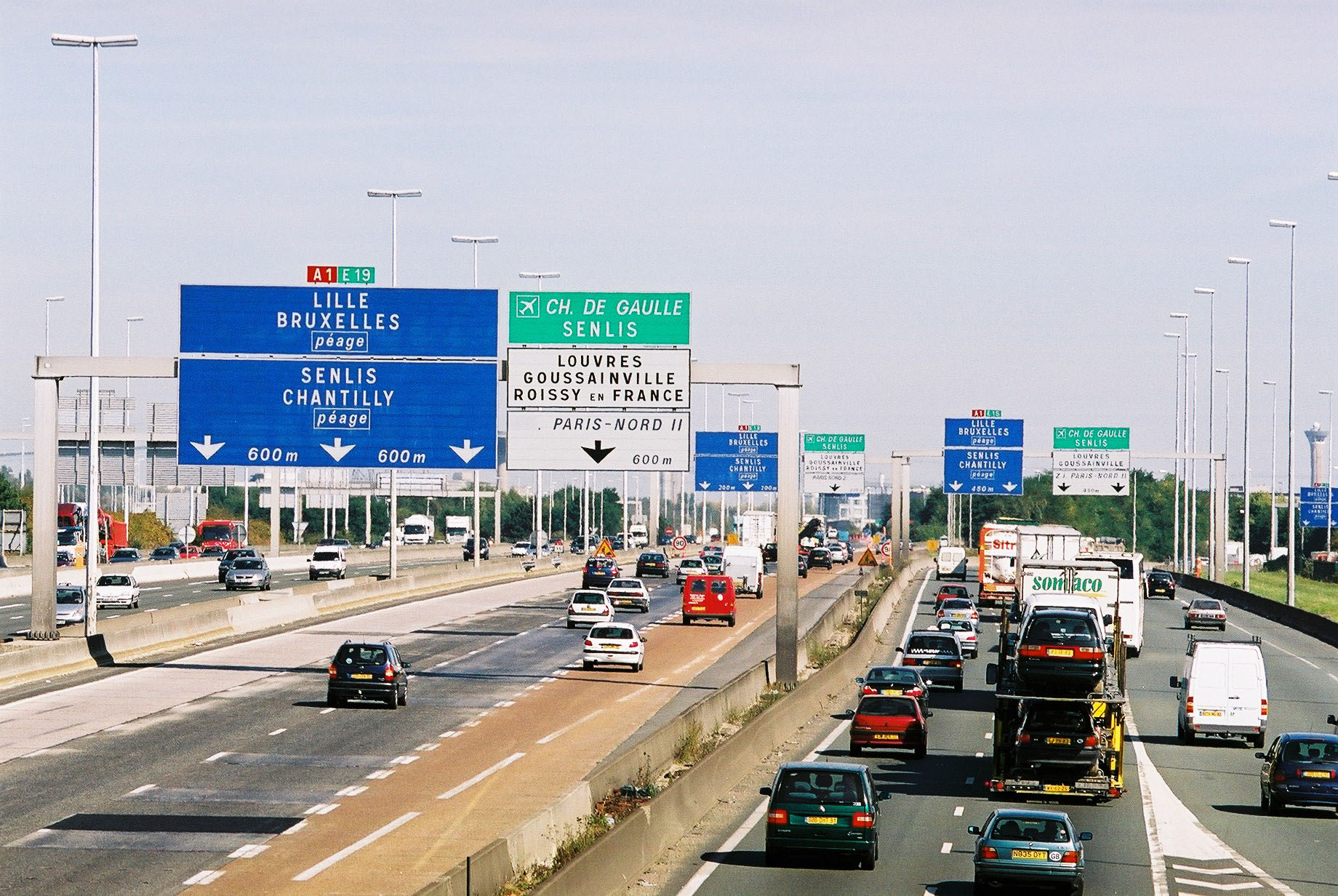
L'A1 à Roissy-en-France.

Roissy se situe au cœur d'un impressionnant réseau routier dont le développement est lié intimement à l'aéroport de Paris-Charles-de-Gaulle. Le village originel s'est développé le long de la route royale de Paris à Maubeuge, devenue route nationale 2. Dans les années 1970, l'interruption de l'itinéraire causée par la plate-forme aéroportuaire alors en construction a nécessité le déplacement de cet axe principal cinq kilomètres plus au sud et la transformation en voie express  jusqu'à Dammartin-en-Goële. L'ancien itinéraire déclassé, rebaptisé RD 902, n'a plus qu'un rôle de desserte locale.
Le territoire de la commune est traversé en son centre par l'autoroute du Nord et contourné au nord par la Francilienne. Elle est tangente à l'ouest à la route nationale 17. Par ailleurs, de nombreuses voies ont été tracées pour assurer le trafic de fret ou spécifique à l'aéroport : au sud, le village est contourné par la  D 902A qui relie la zone d'activité Paris-Nord II à la RD 317 ; au nord, à proximité du village, la route de l'Arpenteur dessert la zone d'entretien ; à l'est, les nombreuses bretelles d'accès de l'A1 mènent à l'aéroport.
La commune est aisément accessible par voie routière, à 25 kilomètres de Paris, par l'autoroute du Nord (Paris, Porte de la Chapelle - Lille) qui traverse le territoire de la commune, l'autoroute A3 (Paris, Porte de Bagnolet - Paris-Nord 2 - Aéroport Paris-Charles-de-Gaulle), la route nationale 17 située à l'ouest, ou la Francilienne qui contourne le village et l'aéroport par le nord.
Ces différentes infrastructures à fort trafic ont un impact important en termes de pollution sonore, l'autoroute du Nord et la LGV Nord sont classées de catégorie 1 (la plus élevée) selon la réglementation et de nombreuses voies routières sont de catégorie 2. Néanmoins, les zones habitées ne sont pas directement affectées et le centre du village reste un lieu relativement calme sans nuisances significatives, comparativement aux communes rurales voisines.

#### Transports en commun
La voie ferrée Paris-Aulnay-sous-Bois-Aéroport CDG longe l'autoroute A1 à l'est du village. La LGV Nord (ligne à grande vitesse) coupe l'extrême angle nord-ouest du territoire communal. Or, aucune gare ferroviaire n'est présente sur le territoire de la commune.
C’est en 1920 que les premiers transports automobiles apparaissent à Roissy. L’exploitation de ces transports a longtemps été assurée par des familles du village. Privée de moyens efficaces pour la livraison des marchandises, l’économie du village entre dans une lente récession et connaît un appauvrissement inquiétant. En 1950 une seule ligne de bus relie le village à Paris. Dans les années 1960, le paysage de la plaine de France autour de Roissy va changer de visage rapidement. L'autoroute du Nord, Paris - Lille est tracée et réalisée, mais aucune bretelle directe de raccordement.
L'établissement de l'aéroport dans les années 1970 a placé le modeste village du Pays de France au cœur d'un exceptionnel réseau de communication, qui le rend facilement accessible de toute la planète (500 destinations vers 130 pays) ainsi que de la plupart des villes de France et des pays limitrophes, grâce à sa gare TGV. L'aéroport est desservi par la ligne B du RER à raison de huit trains par heure de 5h00 à minuit (30 minutes du centre de Paris) et la gare TGV par plusieurs trains par jour, à destination des principales villes de France ou de Bruxelles.
Des bus relient le village à la gare routière « Roissypôle » située à environ 2 km du centre du village, devant la gare Aéroport Charles-de-Gaulle 1 et à proximité de l'aérogare 3, accessible uniquement à pied. Roissypôle est relié aux aérogares 1 et 2 par le métro automatique et gratuit CDGVAL. Les mieux desservies sont les lignes 32 (Roissypôle - Goussainville RER) et 95-02 (Roissypôle - Montmorency) du réseau de bus Roissy Ouest, mais deux autres lignes régulières et trois lignes à vocation scolaire traversent le village. En outre, deux lignes de bus de nuit Noctilien exploités par la SNCF relient de 0 h 30 à 5 h 30 Roissypôle à Gare de l'Est (N140 et N143). Pour améliorer l'accès des salariés non motorisés à la plate-forme aéroportuaire, nécessitant une desserte 24h/24, un service de bus à la demande, « Filéo », a été mis en place, n'exigeant qu'une simple réservation téléphonique jusqu'à une heure à l'avance.

#### Pistes cyclables
Le territoire de la commune possède deux pistes cyclables, l'une aménagée dans la zone récréative boisée de la « Vallée verte », entre le village et Vaudherland, l'autre le long de la RD 902 vers Gonesse.

## Toponymie

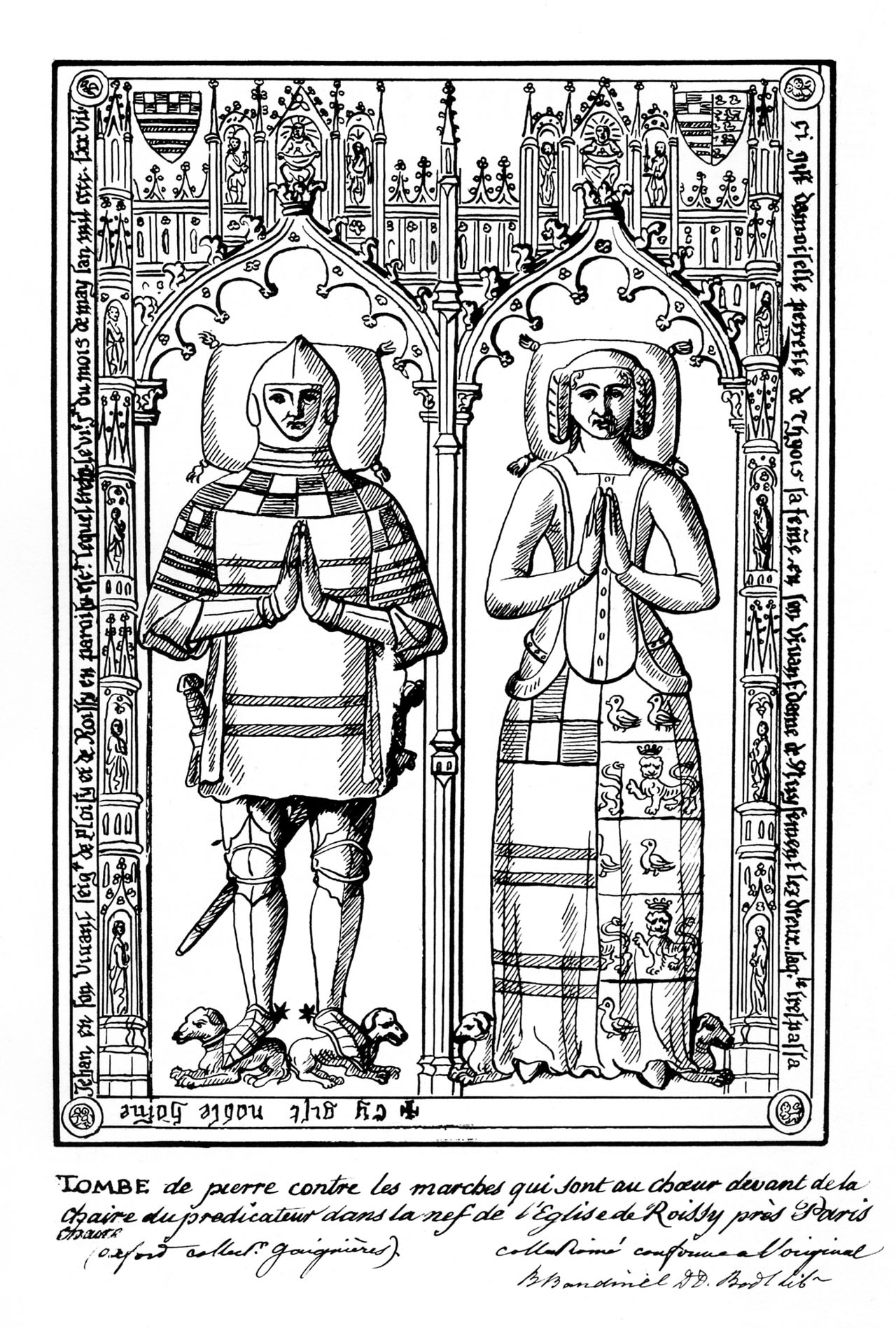
Tombe de Jehan Sauvage, seigneur de Ploisy et de Roissy et de sa femme, dans l'église.

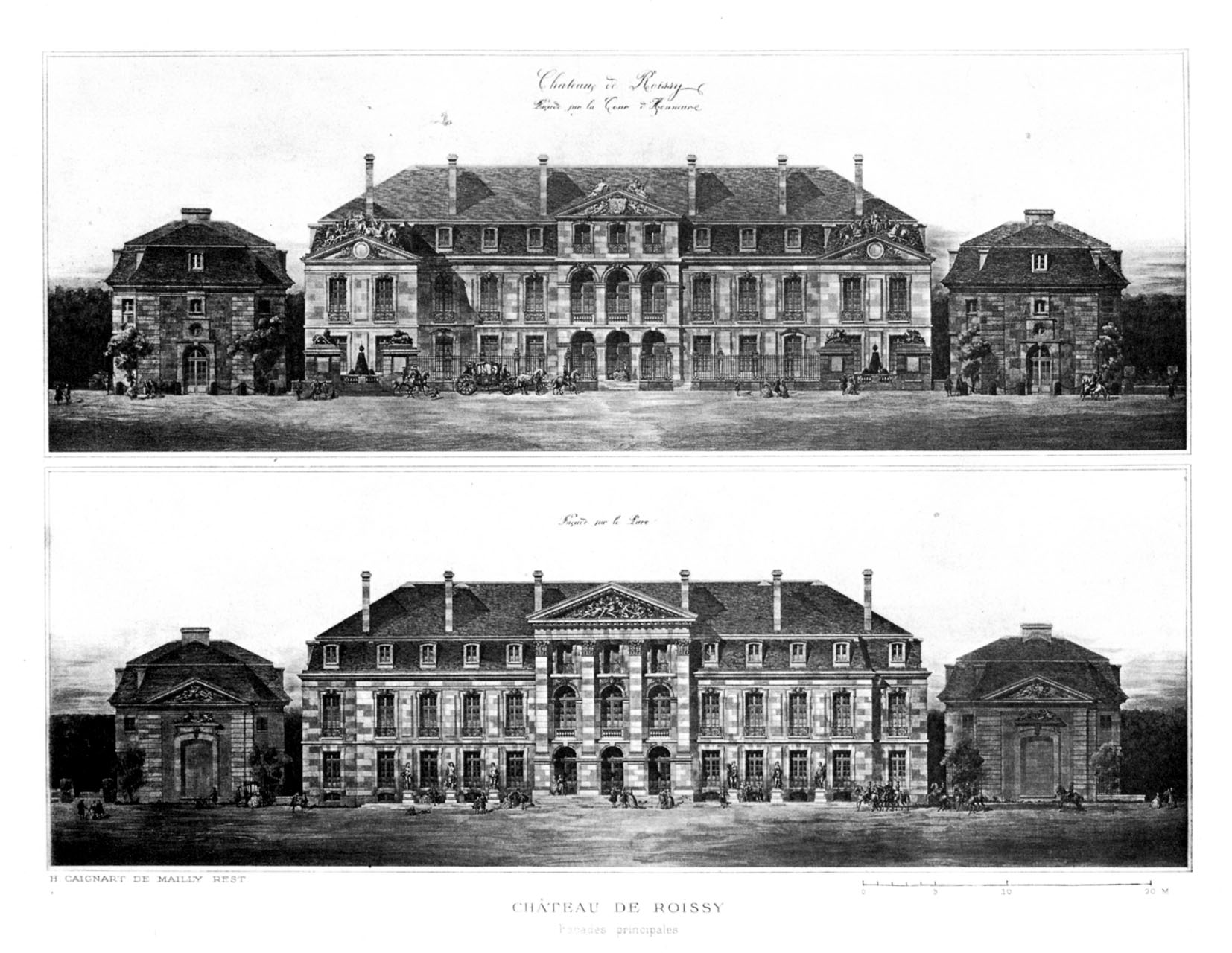
Le château de Roissy au XVIIIe siècle.

Formes anciennes : Royssi en 1196, Russiacum en 1122, Roissiacum, Rossiacum, Rusciacum, Rossiacum, du nom de personne latin Roscius ou Rossius et du suffixe -acum. Le village est attesté sous la forme latinisée Rosiaco au XIIIe siècle. Homonymie avec Rochy-Condé, Rouessé-Fontaine, etc.
Le toponyme actuel date de juillet 1903, pour faire la distinction d'avec Roissy (Seine-et-Marne). La France figurant dans le nom de cette commune est le pays de France, région naturelle située au nord de Paris et constituant le cœur du domaine royal capétien.
Ce n'est que sous Charles VII que vint l'appellation d'Île-de-France qui marquait bien encore l'exiguïté de cette « Petite France » dont le géographe Damien de Templeux disait en 1616, qu'elle comprenait les villes de Saint-Denis, Bonneuil, Roissy, Gonesse, Chenevières, Belloy, Cercelles (Sarcelles), Cevran (Sevran), Jaigny, Thieux, Le Tillay, Mitry, Fontenay et autres villages.

## Histoire

### Les origines
Le pays de France a connu une occupation humaine dès le paléolithique inférieur, les chasseurs-cueilleurs ont laissé quelques traces, essentiellement des bifaces et racloirs, retrouvés dans les communes voisines de Gonesse ou Louvres. Les cultures néolithiques ont occupé le site comme l'attestent deux haches polies, une hache taillée ainsi que quelques perçoirs ou grattoirs retrouvés sur le territoire de la commune dans les années 1950. Des fragments de céramique gauloise datés du Ier siècle av. J.-C. au début du Ve siècle ont également été trouvés attestant d'une occupation du lieu durant l'Antiquité et la probable présence d'au moins un établissement antique. Plus de vingt exploitations agricoles et trois petites agglomérations ainsi que trois places fortifiées et un cimetière antique ont été mis au jour dans le pays de France dans son ensemble.
L'histoire du lieu durant les grandes invasions et les époques mérovingienne et carolingienne reste obscure, seuls quelques noms de localités voisines sont cités dans de rares écrits. Il faut attendre le XIIe siècle pour voir apparaître le réseau actuel de villages du pays de France. Le village est cité pour la première fois en 1174 dans un acte relatif à une donation par Matthieu de Roissy, premier seigneur connu, à l'abbaye Saint-Victor de Marseille.
À partir du début du XVe siècle, Roissy fut la seigneurie de Jean Jouvenel des Ursins, fils de Jacques Jouvenel des Ursins, ancien prévôt des marchands de Paris, devenu archevêque de Reims en 1449. Mais il en fut dépossédé par les Anglais, avant que la seigneurie ne revienne un peu plus tard à Raoul Juvenel des Ursins, chanoine de Paris, se disant en 1482 seigneur de Roissy. Ce dernier parvint à se faire concéder par le roi Louis XI le droit de haute justice, qui ne fut réellement appliqué qu'en 1522 à la suite de nombreuses difficultés.
La présence au début du XVe siècle d'un ancien château ou manoir flanqué de tours rondes est attestée. Il sera démoli à la fin du XVIIe siècle. En 1537, le fief dit d'en haut, comprenant le château, le parc et cinq-cents arpents de terre fut acheté par Jean-Jacques de Mesmes (1490-1569) Premier Président au parlement de Normandie. Tandis que le fief d'en bas fut lui acheté par Richard d'Elbègne, seigneur de l'Espire. Jean-Jacques de Mesmes obtint en 1541 la permission du roi François Ier de construire un moulin à vent, et en 1544 le droit d'établir une foire le 3 novembre et un marché chaque mardi. La foire ne disparaitra qu'au milieu du XIXe siècle.
Son arrière-petit-fils, Claude de Mesmes Compte d'Avaux (1595-1650) était le membre le plus illustre de la famille. Conseiller d'État, ambassadeur à Venise, au Danemark, en Suède et en Pologne, il était l'un des négociateurs du traité de Westphalie en 1648. Jean-Antoine de Mesmes (1662-1709) fit édifier un nouveau château à partir de 1704. On a longtemps pensé que ce château était l'œuvre de l'architecte suédois  Nicodème Tessin. En 1687, en voyage d'étude en Europe, il sera reçu par Louis XIV, et s'imagina qu'il pourrait avoir l'honneur de terminer le Louvre. Mais le roi fixé à Versailles avait déjà choisi son architecte pour ses nouveaux projets en la personne de Jules Hardouin-Mansart. Fasciné par le château de Versailles, il fera accepter les nouveaux plans du château de Steninge en Suède. À la suite de fouilles préventives effectuées sur place entre 1998 et 2002, accompagnées de nouvelles recherches aux Archives Nationales et  des relevés de l'architecte Le Rouge (1775), bibliothèque de l'Arsenal, on a découvert que le projet de Tessin n'a jamais été réalisé. En revanche, le château a été attribué à un autre architecte célèbre de l'époque : Germain Boffrand, neveu et élève de Hardouin-Mansart. Il est l'architecte du château de Lunéville. En 1715, un jardin sans eau et un grand parc étaient signalés par Pigagnol de la Force.
En 1719, le domaine était la propriété du financier John Law, puis en 1725 d'Antoine Portail, premier président de la Cour du Parlement, dont la fille épousa Victor-Pierre-François Riquet de Caraman, petit-fils de Pierre-Paul Riquet réalisateur du canal du Midi. Il devint ainsi seigneur de Roissy en 1730. La famille Riquet de Caraman conserva la seigneurie jusqu'à la Révolution, époque à laquelle le domaine fut vendu comme bien national. Lors du dénombrement de l'élection de Paris en 1709, on comptait 167 feux, au milieu du XVIIIe siècle, le dictionnaire universel de la France (paru en 1726) évaluait le nombre d'habitants à 675.
Le parc du château possédait des arbres d’essence rare. Il ne reste plus aujourd’hui que trois cèdres du Liban. Entre l’autoroute et la voie ferrée du RER B, deux cèdres gardent toujours l’entrée de l’aéroport. Le troisième se trouve à l'emplacement de l'ancienne ferme de Langle, aujourd'hui parc du Cèdre. L’histoire raconte que le botaniste Bernard de Jussieu les a rapportés en 1734 de Kew Garden (en), le jardin botanique de Londres. Deux de ces arbres ont été plantés au Jardin des plantes de Paris (l’un se trouve encore à la base de la colline du labyrinthe), les autres offerts à Pierre François de Riquet, comte de Caraman, seigneur de Roissy.

### La Révolution et l'Empire

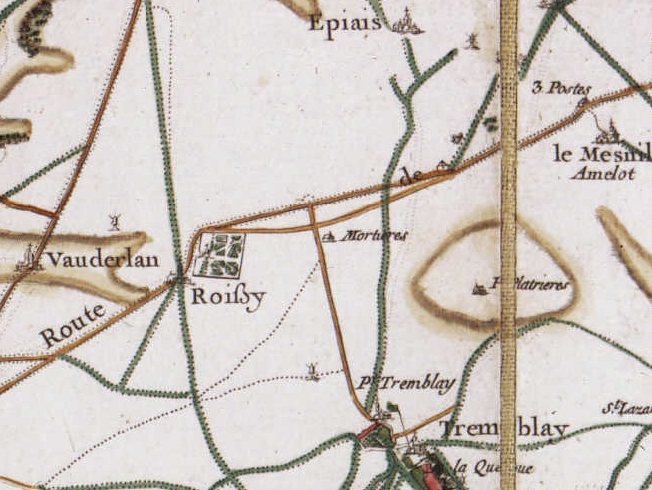
Roissy sur la carte de Cassini, vers 1780.

Roissy fut érigé en commune indépendante en 1790. La même année le village perdra sa particule « en-France ». Le 31 janvier 1790, le premier maire fut élu à l'école du village, ce n'était autre que Maurice Gabriel Joseph de Riquet, vicomte de Caraman, né en 1765 à Roissy-en-France, fils Victor-Maurice Riquet, comte de Caraman, dernier seigneur des lieux. Cependant, il ne conserva pas longtemps son mandat, démissionnaire, il fut remplacé par le cultivateur Pierre Ducrocq dès le 20 juin suivant.
En 1792, le comte de Caraman émigrait. En septembre, le château fut mis sous séquestre et subit plusieurs vols et actes de vandalisme.
Durant l'hiver 1792-1793, particulièrement rude, la municipalité décida de faire abattre une partie des arbres du village pour le chauffage des plus nécessiteux. Dans chaque commune, la Convention décida de créer un comité de surveillance afin de signaler les suspects et de les désarmer. Dans le village, treize personnes furent déclarées suspectes. Le 1er octobre 1793, la municipalité ordonna de faire descendre les trois cloches de la tour de l'église. Le 20 octobre, ce fut le tour de l'argenterie, du fer et du cuivre d'être réquisitionnés, « pour ensuite les porter à la Convention sur l'autel de la Patrie ». Sous la Terreur, le village connut une des époques les plus troubles de son histoire : réquisitions, vols dans les fermes, taxation, etc. Le 12 octobre 1793, la commune reçut l'ordre de préparer le château pour accueillir un bataillon de volontaires. Le 27 nivôse an II (janvier 1794), un incendie accidentel se déclara : il détruisit le corps central de l'édifice.
En 1814, la déroute des armées impériales provoqua la peur dans le village : on évoquait l'arrivée imminente des Prussiens et des Cosaques. Le 23 mars, les armées russes et prussiennes arrivèrent et saccagèrent toute la région, les pillages et les mauvais traitements envers les habitants furent nombreux.

### De la Restauration auXXesiècle

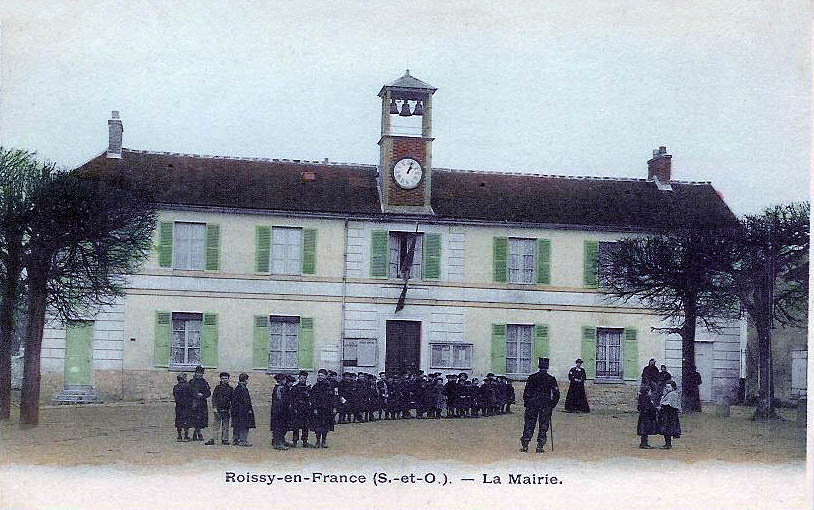
L'ancienne mairie, vers 1900.

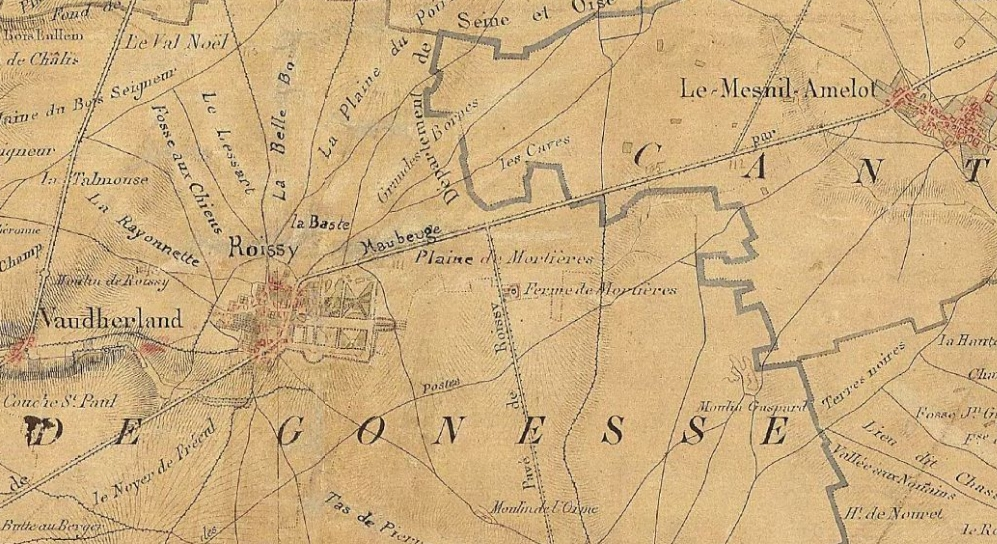
Roissy sur la carte d'état-major, vers 1870.

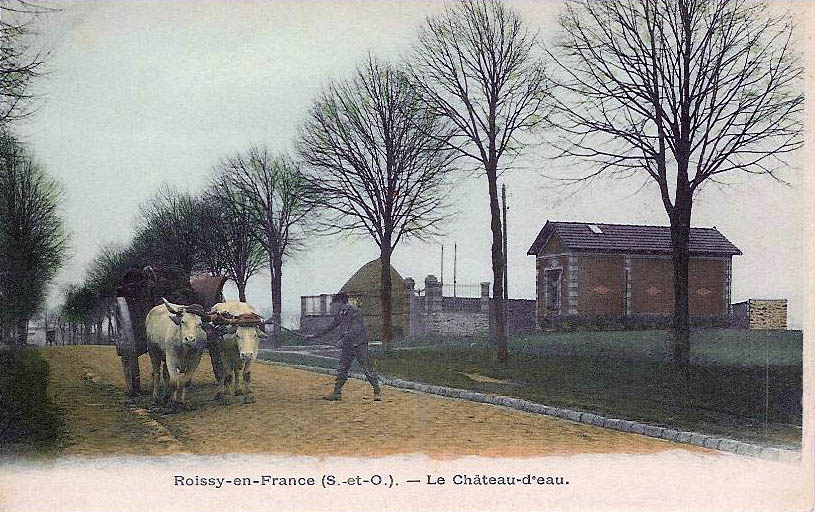
L'agriculture à la fin du XIXe siècle : un char à bœufs de retour des champs devant le château d'eau vers 1900.

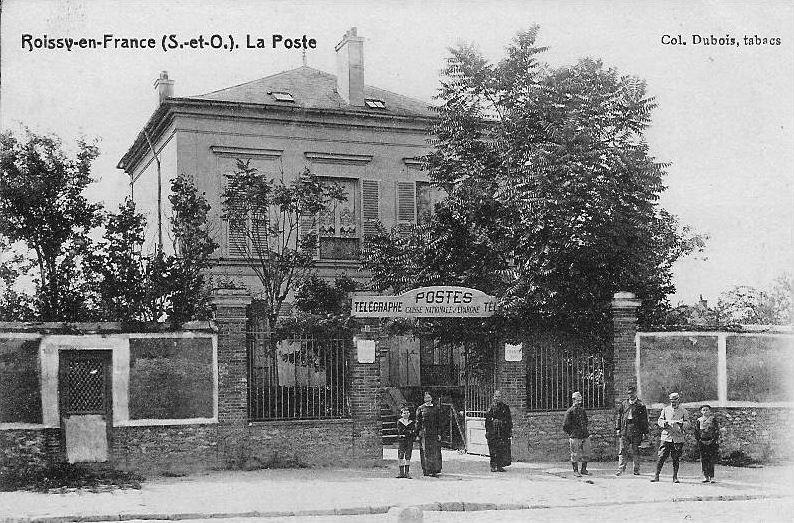
La Poste vers 1900.

En 1817, les cultivateurs du village se cotisèrent afin d'acheter une pompe à incendie et un local dédié, première marque de l'existence d'un corps de sapeurs-pompiers à Roissy. Le nouveau maire élu en 1819, Poiret, gendre du maire précédent Ducrocq, fit restituer à la commune par un long rapport une section du cadastre de soixante-six hectares dénommée « Canton retranché », injustement attribuée à la commune voisine du Tremblay. Cette restitution fut prononcée par l'ordonnance royale du 13 mars 1822. En 1822, la municipalité fit replanter 310 ormes pour remplacer les bois abattus durant le rigoureux hiver 1794.
En 1820, une sucrerie fut installée dans l'aile droite subsistante du château, ancienne orangerie, qui fut finalement détruite en 1835. L'aile gauche, l'écurie du château, fut transformée en logement, et servit d'habitation jusqu'en 1930.
En 1832, l'épidémie de choléra qui touchait Paris s'étendit rapidement et atteint Roissy : entre le 21 juillet et le 12 septembre, 52 personnes du village en périrent.
En 1836, une nouvelle mairie fut édifiée, comprenant les écoles et les logements des instituteurs. En 1852, les enfants du village furent inscrits pour recevoir l'éducation primaire gratuite : 81 garçons et 12 filles en bénéficient. La même année, l'ancien cimetière paroissial entourant l'église fut désaffecté et remplacé par l'actuel cimetière.

### De 1870 à 1914
La guerre de 1870 marqua profondément la commune. Le 8 septembre, les soldats français battant en retraite incendièrent au passage, sur ordre du gouverneur de Paris, les fermes afin que les récoltes ne tombent pas aux mains des Prussiens. Les fermes Boisseau et Tetard furent partiellement détruites mais la population évita la propagation des incendies malgré les interdictions des militaires. À l'approche des troupes ennemies, la plupart des Roisséens fuirent le village emportant tout ce qui était possible sur des charrettes. Le 18 septembre, dix-mille soldats prussiens accompagnés de mille chevaux campèrent dans le village et ses alentours. La moitié des troupes repartirent dès le lendemain, mais l'autre moitié y resta jusqu'au 3 mars 1871. Durant l'occupation, le village fut mis à sac par les cavaliers prussiens ; afin de se chauffer durant l'hiver rigoureux de 1870-1871, ils arrachèrent les portes des maisons et brûlèrent le mobilier, la mairie fut également incendiée et les archives détruites. D'après un rapport du maire, monsieur Cabuzet, les dommages se montaient à 1 793 421 francs. En 1890, la municipalité racheta le presbytère et y installa la pompe à incendie.
À la fin du XIXe siècle, la population restait très majoritairement agricole, seuls quelques dizaines d'habitants travaillaient dans le commerce.
En 1896, la surface agricole de la commune se répartissait comme suit : 8,1 km2 de cultures alimentaires, 2,75 km2 de prairies artificielles, 2,10 km2 de cultures industrielles, 0,33 km2 de jachère, 0,22 km2 de jardins, 50 000 m2 de bois, 10 000 m2 de prairies naturelles et de pâturages et 10 000 m2 de landes. 52 hectares de la surface communale étaient occupés par les routes, chemins et constructions. Quarante-cinq exploitants agricoles se répartissaient très inégalement ces terres, vingt-deux exploitants cultivant moins de 10 000 m2, neuf de 10 000 à 50 000 m2  et quatorze de 50 000 à 3 km2. Le froment occupait 4,50 km2 suivi par l'avoine sur 2,90 km2 puis de la betterave à sucre sur 1,70 km2 et de la luzerne sur 1,26 km2, le reste se répartissant entre trèfle, pomme de terre, seigle et sainfoin. Les animaux de ferme étaient nombreux : on dénombrait pas moins de 180 chevaux, 120 bœufs, et 1 200 moutons, valeur qui doublait durant l'été. Dans les basses-cours, on comptait pas moins de 3 000 lapins, 1 800 pigeons, 2 000 poules, 275 canards et 50 oies.
Les conditions de travail dans les fermes étaient très dures et seul le dimanche était chômé. Les femmes et les enfants travaillaient également dans les champs. La journée moyenne de travail était de dix heures, mais des journées de douze, voire quatorze heures en plein été étaient fréquentes. Trois règles prépondérantes déterminaient cette durée : la saison, le temps et l'urgence.
En 1902, les habitants du village adressèrent une pétition à la Compagnie des chemins de fer du Nord, à propos du projet de ligne d'Aulnay à Verberie et Rivecourt (Oise) : la ligne telle qu'elle était tracée n'avait aucune utilité pour le village, passant aux confins des territoires de Roissy et Tremblay. La pétition n'eut d'aucun effet et les travaux commencèrent en 1912, mais la Première Guerre mondiale les interrompit et ils ne furent pas repris. La commune fut raccordée au gaz de ville en 1910, ce qui permit l'éclairage au gaz des rues. En 1911, la municipalité dut affronter la grève des ouvriers agricoles : elle fit appel à la gendarmerie. En 1910 et 1911, la distillerie de monsieur Carbonnaux fut édifiée : la main-d'œuvre exclusivement belge transformait les betteraves sucrières en alcool à plus de 90°. À partir de 1914, la production alimenta la poudrerie nationale de Sevran-Livry.

### La Première Guerre mondiale

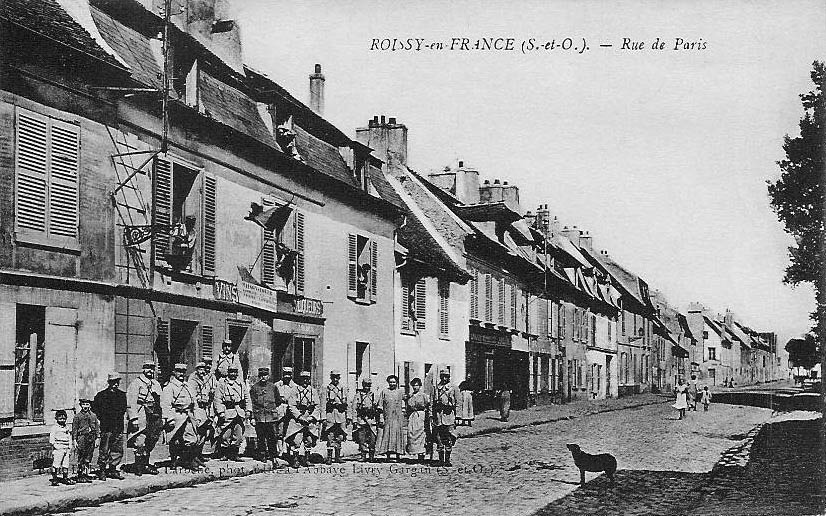
La rue de Paris durant la guerre 1914-1918.

Dès août 1914, des observatoires furent créés, et un poste de défense anti-aérienne installé sur la route de Louvres. En septembre, les Uhlans furent signalés à Senlis ce qui provoqua la panique, le maire reçut l'ordre d'évacuer la population ; un convoi de cent-dix personnes quitta ainsi le village le jeudi 3 septembre, laissé à neuf personnes qui choisirent de ne pas le quitter dont le curé, le père Fréauville. Les habitants qui avaient trouvé refuge à Monnerville au sud de la Seine-et-Oise revinrent peu à peu dès le 12 septembre et trouvèrent un spectacle de désolation : les maisons avaient été pillées, les environs saccagés, les arbres coupés, les routes jonchés de détritus. Le village est occupé par les troupes du 143° et 144° régiment d'infanterie. L'église jonchée de paille devait servir d'hôpital de campagne En octobre, le général Gallieni établit son poste de commandement dans la propriété de madame Gonnet. En 1915 et 1916, soixante-dix Roisséens étaient mobilisés.
À la suite de l'offensive allemande du printemps 1918, sur un terrain agricole au nord du village, en bordure de la nationale no 2 fut construit le premier aérodrome. La première escadre de Combat s'y installait. Elle allait soutenir activement l'armée du Général Mangin dont le succès sur le front de Villers-Cotterêts allait marquer le début de la contre-offensive. Il disparut dès l'offensive franco-américaine de juillet-août 1918. Un détachement fut alors abrité à proximité dans des hangars.

### De 1918 à 1964

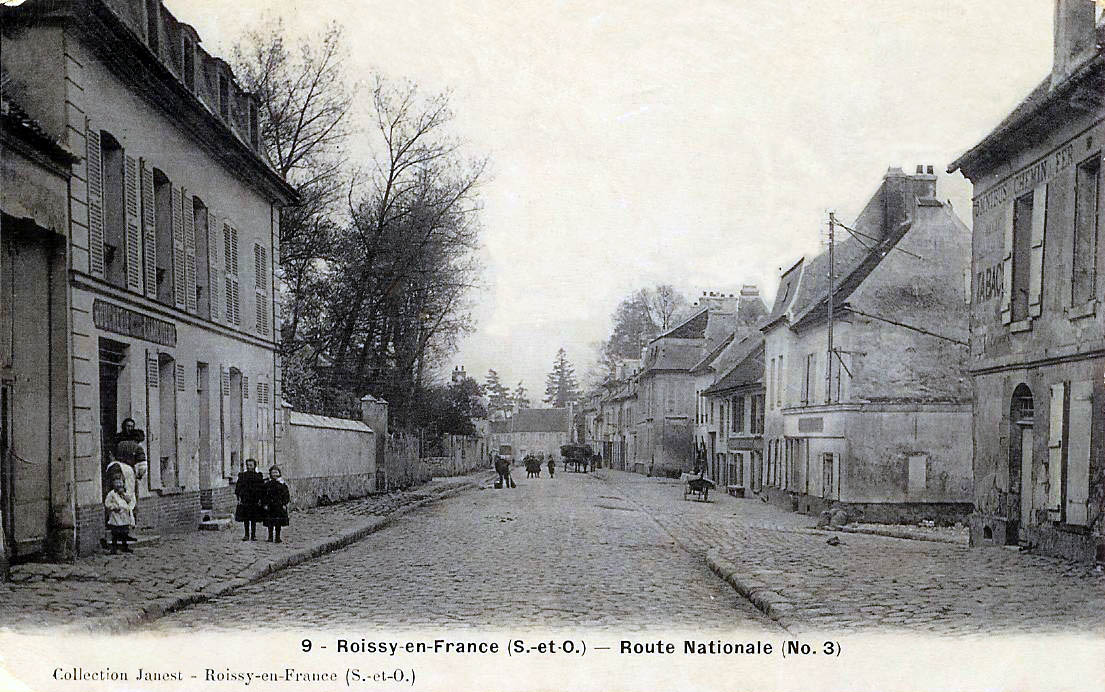
La route nationale.

Dès les années 1920, les communes voisines d'Arnouville, Goussainville et dans une moindre mesure Louvres, desservies par la ligne ferroviaire Paris-Lille connurent une expansion démographique spectaculaire avec la création de nombreux lotissements de banlieue. Roissy, demeurée à l'écart du chemin de fer et de l'industrialisation restait un village agricole et s'appauvrit progressivement. Le nombre de commerces passa de quatre-vingt-quatre en 1896 à seulement dix-huit en 1964. Le même phénomène se produisit dans de nombreux autres villages du Pays de France non desservis par une voie ferrée.
Après la Première Guerre mondiale, l'agriculture française manque de bras. Roissy-en-France, village agricole, n'échappera pas à la règle. À partir de 1922 et pratiquement pendant dix ans, une main d'œuvre polonaise vient s'installer et combler cette lacune.
Le monument aux morts fut inauguré le 20 août 1920. À partir de 1935, les égouts furent installés. En 1936, la municipalité issue du Front populaire aida les familles de grévistes, contrairement à la situation de 1911.
En juin 1940, les Roisséens endurèrent un nouvel exode. Après huit jours de route, ceux qui allèrent le plus loin ne dépassèrent pas Montargis. Rattrapés, voire dépassés par les convois de l’armée allemande qui se déplaçaient plus vite qu'eux, ils prirent la sage décision de revenir au village.
De 1940 à 1944, Roissy vécut la situation de la France occupée. Le village fut libéré le mercredi 30 août 1944 par les troupes américaines. Plusieurs écrits, documents photographiques ou témoignages de Roisséens relatent la libération de Roissy-en-France par l'armée américaine ainsi que les jours qui ont précédé cet évènement historique.

### L'aéroport et le bouleversement du village
À la fin des années 1950, les responsables d'Aéroports de Paris prévoyaient à juste titre une expansion considérable du trafic aérien et la rapide saturation des plates-formes du Bourget et d'Orly. Le gouvernement de l'époque voyait également l'agglomération parisienne atteindre les quinze millions d'habitants en l'an 2000, compte tenu des taux de croissance démographiques d'alors. La construction d'un nouvel aéroport s'imposait. Cette infrastructure se devait d'être située suffisamment loin de Paris et des communes urbaines au vu des nuisances acoustiques engendrées, surtout avec la vision des années 1960 d'un important trafic supersonique, mais en même temps rester assez accessible afin de limiter la longueur des réseaux routiers et ferroviaires de desserte. À fortiori, il devait se situer dans un secteur où les coûts d'expropriation restaient compatibles avec le budget alloué.
En 1964, Roissy était un village du Pays de France de mille-trois-cents âmes dont 95 % des terres étaient encore agricoles. Néanmoins depuis la Seconde Guerre mondiale, le village demeurait pauvre, le conseil municipal rencontrait de sérieux soucis budgétaires. Cette année-là par exemple, les dépenses s'élevaient à 197 974 francs mais les recettes fiscales, elles, ne se montaient qu'à 95 954 francs. L'année 1964 vit également se généraliser l'éclairage public électrique grâce à un contrat avec la société Philips.
Les années 1960 seront vécues par les Roisséens comme un véritable cauchemar. Le village se dépeuplait. Son agriculture assumait mal sa reconversion. Pendant plusieurs années les habitants vont vivre dans l'incertitude la plus totale. Très peu de personnes imaginaient que la future construction de l'aéroport allait-être une formidable révolution économique locale et régionale.
Par arrêté du 13 janvier 1964, le gouvernement décida la construction d'un nouvel aéroport. Celui-ci serait aménagé sur les terres agricoles du Pays de France, à 25 kilomètres au nord-est de la capitale. Du 10 juillet au 10 août de la même année eu lieu l'enquête d'utilité publique. La commission d'enquête émit un avis favorable le 30 octobre. L'aéroport occuperait une surface de 2 915 hectares pris sur le territoire de sept communes.
La municipalité d'alors tenta vainement de lutter contre la création de cet aéroport, qui apportait déjà dès le début des travaux son lot de nuisances, avec l'arrivée des engins de chantier et les importantes dégradations engendrées aux rues du village (camions, boue, canalisations détruites…). Les agriculteurs quant à eux protestèrent au début, mais comprenant rapidement que l'édification de l'aéroport était inéluctable, négocièrent les meilleurs dédommagements financiers possibles afin de se reconvertir sur place ou de racheter des terres agricoles ailleurs.
En parallèle, une importante polémique se développa dans le nouveau département du Val-d'Oise voyant s'affronter les « anti » et « pro-aéroport ». Les uns déplorant les nuisances apportées, les autres répondant « développement économique et progrès ». De 1969 - année des dernières expropriations - à 1972, la rumeur du projet et le flou des informations firent grandir la contestation locale puis départementale. L'ampleur du phénomène conduisit le gouvernement à tenter d'enrayer la polémique en arrêtant clairement en mars 1972 trois zones de nuisances : « A (cinq communes et dix-mille habitants), toute construction interdite ; B (soixante-mille habitants), construction autorisée pour les bâtiments utilitaires ; C (cent-quatre-vingt-mille habitants), extension des agglomérations limitées au maximum ».
Mais loin de calmer les esprits, la contestation grandit et devint nationale, les médias se répartissant entre « pro » et « anti », souvent selon leur appartenance politique. Le plus grand reproche fait à l'État était le manque de transparence et l'absence d'information. Ainsi au début des années 1970, l'administration imposait des contraintes architecturales strictes au nom de la préservation du site et laissait se vendre des terrains à bâtir, pour refuser ensuite les permis de construire, alors que la construction de l'aéroport était déjà prévue depuis une dizaine d'années.

### Des années 1970 à aujourd'hui

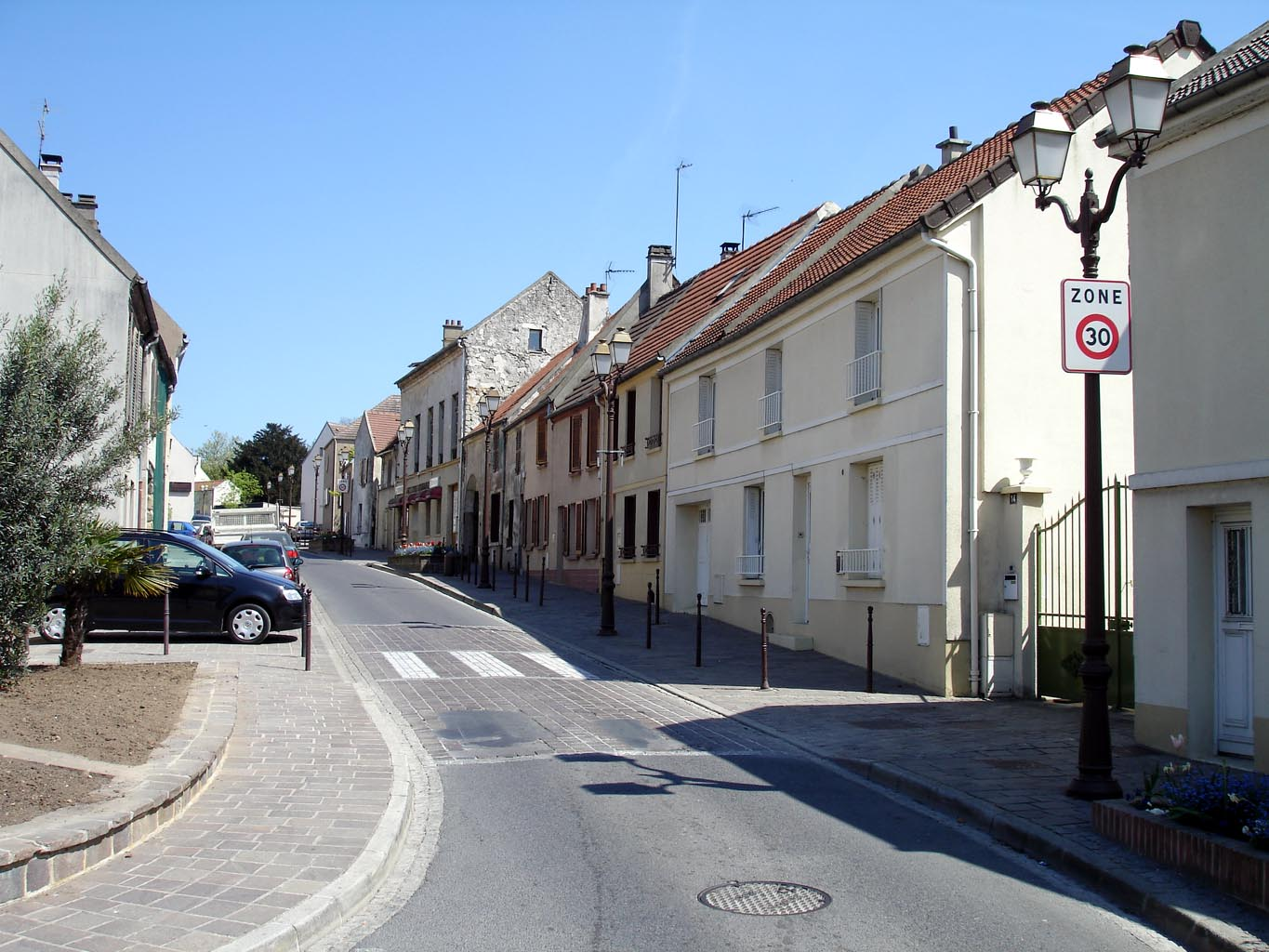
L'avenue Charles-de-Gaulle, rue principale du village.

Le 13 mars 1974, après des années de travaux, la commune vit l'inauguration et la mise en service de l'aéroport Charles-de-Gaulle - tel est son nom de baptême - le plus grand d'Europe en superficie. Sa construction au début des années 1970 a profondément modifié l'aspect et l'économie du village, dont plus de la moitié de la superficie est dorénavant occupée par ses installations. La perspective des nuisances acoustiques a provoqué un arrêt de toute construction de logements neufs ce qui menaçait l'existence même du village à moyen terme, les jeunes ménages devant quitter alors la commune pour se loger. De même, les propriétaires du village n'entretenaient pas toujours leurs biens face à la perspective du possible anéantissement du village.
Roissy est face à son destin, ce n'est plus un village agricole, c'est un village à la recherche d'une nouvelle identité, et qui a pris dix ans de retard sur ses investissements. Les incertitudes qui pèsent sur son avenir ont de quoi miner bon nombre d'initiatives. Son environnement est totalement bouleversé.
À leur grand étonnement, les habitants du village se sont vite rendu compte qu'une vie est possible avec ce nouveau voisin. Beaucoup d'entre eux attendent ces jours-là avec fébrilité. Des conditions de vie plus bruyantes sont pour beaucoup synonymes d'un déménagement définitif.
Cette heureuse constatation faite, il faut redonner l'espoir, relancer le dynamisme de la population. Cette année-là, personne n'imagine encore que le nom de ce village allait être prononcé par des gens de toutes nationalités, de tous les continents, destination : Roissy Charles de Gaulle. En 1976, un an et demi après l'inauguration de l'aéroport, le premier hôtel ouvre ses portes au no 1 de la nouvelle allée du Verger. Une nouvelle ère économique nait. De nouvelles possibilités s'ouvrent, mais avec de nombreuses difficultés à contourner.
Ce constat poussa la nouvelle municipalité élue en 1977 à prendre plusieurs mesures afin d'enrayer cette décadence : un programme immobilier de cent logements fut décidé en plein centre-ville, permettant au passage de créer une trame urbaine plus cohérente au village. L'habitat insalubre fut progressivement éliminé et les personnes, souvent âgées, qui occupaient ces maisons furent relogées dans de petits logements sociaux. Un foyer de personnes âgées fut également créé dans le nouveau parc communal aménagé. Ces constructions imposaient de revoir totalement l'alimentation en eau potable du village : un nouveau forage fut alors effectué en 1978 et mis en fonctionnement l'année suivante, il rendit inutile le château d'eau érigé en 1901, qui fut alors démoli. L'assainissement des eaux usées posait lui-même également problème : la construction de l'aéroport et de nombreux bâtiments ne permettait plus l'absorption par les terres labourées des surplus de précipitations. En juillet 1977, un orage provoqua une importante inondation d'une partie du village, qui se vit contraint de trouver rapidement des solutions : les canalisations d'écoulement furent doublées et un bassin de retenue relié au Croult mis en chantier.
En 1979, un préfet, Gilbert Carrère, apporte discrètement son aide au sauvetage du village que l'expansion de l'aéroport menaçait de disparition. Ce haut fonctionnaire a été l'un des rares, à l'époque, à s'être intéressé au devenir de ce village. Cette même année, le complexe sportif des Tournelles est créé, et des courts de tennis aménagés à proximité de la piscine. Enfin, l'équipe municipale encourage la réhabilitation du bâti ancien en prenant en charge les demandes de subventions publiques, afin d'inciter les propriétaires à rénover le village tout en conservant son caractère. Signe de renouveau, le premier permis de construire depuis 1964 est délivré en 1979. En 1988, le village tout entier se mobilise pour défendre son aspect de village rural contre les pressions importantes de l'immobilier. En 1995, l'annonce par le gouvernement de la construction de deux nouvelles pistes, entraîne plusieurs manifestations de la part des habitants du village et des alentours contre les nuisances sonores. Les pistes de l'aéroport sont finalement déplacées vers l'est. En octobre 1996, le centre culturel de l'Orangerie est inauguré.
En 2007, le projet de construction d'un vaste centre commercial, au sud de la plate-forme aéroportuaire sur la zone de fret, divise et provoque la polémique parmi les habitants et les élus locaux. Baptisé « Aéroville », ce centre commercial géant de près de cinq hectares de surface (49 986 m2) dessiné par l'architecte Christian de Portzamparc, doit sortir de terre en 2008 pour une ouverture en 2013. D'un coût estimé à 270 millions d'euros, il devrait accueillir une grande surface Auchan « nouveau concept », des boutiques haut de gamme, mais également des services non marchands comme une antenne postale, une garderie ou une salle de sport, ainsi qu'un parking de 4 700 places. L'ensemble sera dissimulé par une toiture « ondulante comme un manteau » selon l'architecte et encadré d'un jardin paysager et d'une coulée verte. D'après son concepteur, Unibail, il est conçu pour attirer les touristes dans des boutiques de luxe et les employés de la plate-forme, qui souffrent d'un déficit commercial et de services. Cependant, vu la saturation actuelle des voies d'accès routières à l'aéroport, le risque d'accroissement exponentiel des problèmes de circulation est dénoncé. De plus les petits commerçants estiment que le projet « transformera les centres-villes des environs en ghettos », le commerce local ne pouvant survivre à cette nouvelle offre. En effet, celle-ci s'additionne à une sur-représentation dans le secteur des grandes surfaces, en particulier au nord de la Seine-Saint-Denis (Parinor, Paris-Nord II au sud, centre commercial de Claye-Souilly à l'est),.

## Politique et administration

### Rattachements administratifs et électoraux
Roissy-en-France appartenait historiquement au canton de Gonesse. Dans le cadre du redécoupage cantonal de 2014 en France, la commune fait désormais partie du canton de Villiers-le-Bel.
Incluse dans  la 9e circonscription du Val-d'Oise, la commune est englobée dans  l'aire urbaine de Paris.
Elle accueille quelques services publics sur son territoire : une gendarmerie (rue Dorval), un bureau de poste (place du Pays de France), une Anpe (Zone de Fret no 4) et une centre de secours de sapeurs-pompiers. Le centre de sécurité sociale, l'accueil Assédic et la caisse d'allocations familiales sont situés à Gonesse ainsi qu'une autre agence Anpe.
Roissy-en-France fait partie de la juridiction d’instance de Gonesse, de grande instance et de commerce de Pontoise,.

### Intercommunalité
La commune est le siège de la communauté d'agglomération Roissy Porte de France.
Roissy est également membre de l'établissement public d'aménagement de la Plaine de France.

### Tendances politiques
(octobre 2015).

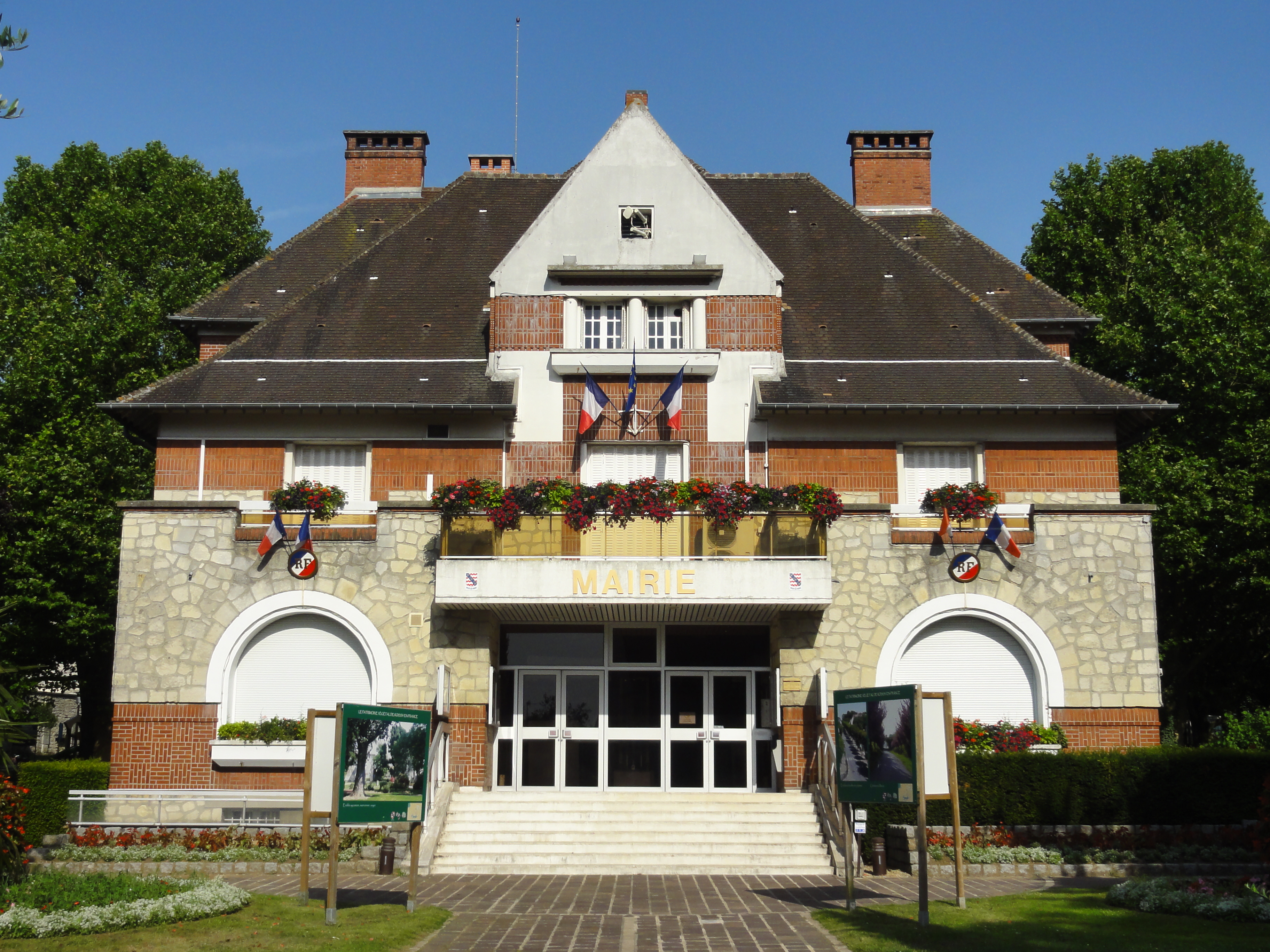
Mairie de Roissy-en-France.

Politiquement, Roissy-en-France est une commune très ancrée à droite, les électeurs ayant continuellement voté majoritairement à droite à toutes les consultations électorales depuis plusieurs années. On notera le vote fort pour le Front national qui dépasse les tendances régionales et nationales à chaque élection de quatre à huit points.
À l'élection présidentielle de 2002, le premier tour a vu arriver largement en tête Jean-Marie Le Pen avec 25,1 %, suivi de Jacques Chirac avec 22,0 %, Lionel Jospin avec 11,7 %, puis Christiane Taubira avec 6,3 %, Jean-Pierre Chevènement avec 5,6 % et François Bayrou avec 5,1 %, aucun autre candidat ne dépassant le seuil des 5 %.
Au second tour, les électeurs ont voté à 79,0 % pour Jacques Chirac contre 21,0 % pour Jean-Marie Le Pen avec un taux d’abstention de 19,1 %, résultat assez proche des tendances nationales (respectivement 82,21 % et 17,79 % ; abstention 20,29 %) avec cependant trois points supplémentaires pour Jean-Marie Le Pen.
Au référendum sur le traité constitutionnel pour l’Europe du 29 mai 2005, les Roisséens avaient très largement rejeté la Constitution Européenne, avec 64,11 % pour le Non, 35,89 % pour le Oui et un taux d’abstention de 37,04 % (France entière : Non à 54,67 % ; Oui à 45,33 %). Ces chiffres sont supérieurs à la tendance départementale du Val-d'Oise (Non à 53,47 % ; Oui à 46,53 %) mais inverses aux résultats franciliens (Oui 53,99 % ; Non 46,01 %).
À l’élection présidentielle de 2007, le premier tour a vu se démarquer en tête Nicolas Sarkozy avec 34,07 %, suivi de Ségolène Royal avec 22,02 %, François Bayrou avec 17,53 %, Jean-Marie Le Pen avec 14,68 %, enfin Olivier Besancenot avec 4,78 %, aucun autre candidat ne dépassant le seuil des 1,5 %. Le second tour a vu arriver largement en tête Nicolas Sarkozy avec 59,78 % (résultat national : 53,06 %) contre 40,22 % pour Ségolène Royal (national : 46,94 %).
Quant à l’élection présidentielle de 2012, le premier tour a vu arriver en tête, comme en 2007 Nicolas Sarkozy avec 27,14 %, suivi de très près par Marine Le Pen avec 26,83 %, soit 4 voix de moins que le président sortant (338 et 342 respectivement), François Hollande recueille 24,29 % (306). Il est suivi de très loin par Jean-Luc Mélenchon avec 10,08 % et de François Bayrou avec 7,46 %. Les autres candidat ne dépassant pas le seuil des 1,5 %. Au second tour François Hollande est en tête avec 53,91% des voix et Nicolas Sarkozy récupère 46,09% des voix.
Pour l'élection présidentielle de 2017, le premier tour a vu se démarquer Marine le Pen avec 29,96%, suivi ensuite par Jean-Luc Mélenchon avec 21,70%, François Fillon avec 17,14%, Emmanuel Macron avec 16,99%, enfin Nicolas Dupont-Aignan avec 5,79%, Benoit Hamon avec 3,32%, François Asselineau avec 1,93% et finalement Jean Lassalle avec 1,54%. Seuls 3 candidats obtiennent moins de 1,5% des voix, ce qui fait moins de 10 voix pour chaque. Le second tour est serré: Emmanuel Macron récupère 52,08% des voix et Marine Le Pen récupère 47,92%.
Pour l'élection présidentielle de 2022, au premier tour Marine Le Pen est en tête avec 29,99% des voix, suivi par Jean-Luc Mélenchon avec 23,97% des voix, Emmanuel Macron avec 22,88%, Éric Zemmour avec 8,20%, Valérie Pécresse avec 5,20%, Jean Lassalle avec 2,37%, Fabien Roussel avec 2,01%, et finalement Yannick Jadot avec 1,91% des voix. Les autres candidats ne dépassent pas 1,5% des voix. Au second tour, contrairement à 2017, Marine Le Pen est en tête avec 52,24% des voix et Emmanuel Macron récupère 47,76%. 

### Liste des maires
Le conseil municipal est composé du maire et de vingt-deux conseillers, proportionnellement au nombre d'habitants.
| Période        | Période                    | Identité       | Étiquette   | Qualité                         |
| -------------- | -------------------------- | -------------- | ----------- | ------------------------------- |
| 1945           | 1953                       | M. Brulé       | Indépendant |                                 |
| 1953           | 1956                       | M. Thorigny    |             |                                 |
| 1956           | 1965                       | M. Mallèvre    |             |                                 |
| 1965           | 1977                       | M. Oisée       | PS          |                                 |
| 1977           | 2020                       | André Toulouse | UMP         | Réélu pour le mandat 2014-2020, |
| 2020           | 2022                       | Michel Thomas  |             | Décès en cours de mandat        |
| septembre 2022 | En cours (au 20 mars 2024) | Michèle Calix  |             |                                 |

La commune a été récompensée en 2015 d'une Marianne d'or pour son projet de maison de l'enfance, qui a ouvert en octobre 2016 et regroupe des structures locales destinées à la jeunesse et à l'accompagnement des familles, ainsi qu'une ludothèque.

### Budget et fiscalité
(octobre 2015).

#### Budget municipal
Le budget municipal 2007 se montait à 21 millions d'euros, comprenant l'investissement et le fonctionnement.
Les recettes de fonctionnement se montaient à : 5 976 901 € d'impôts et taxes, 5 769 901 € d'une dotation de la communauté de communes, 2 103 566 € de la vente de terrains, 1 043 907 € de dotations et subventions, 579 141 € de produits divers (loyers…) et 370 850 € provenant des produits des services.
Les dépenses de fonctionnement se répartissaient en : 5 313 890 € de charges de personnel, 5 214 032 € de charges générales, 3 163 796 € de charges exceptionnelles, 1 370 254 € consacrés à l'autofinancement et enfin, seulement 52 700 € pour le remboursement de la dette.
Les intérêts d'emprunt se limitent à une somme particulièrement faible attestant d'un endettement quasi-inexistant et de la bonne santé financière de la commune. La même année, le produit total de la taxe d'habitation se montait à 89 000 euros.
Les principaux investissements en 2007 se montaient à environ 6 millions d'euros et se répartissaient pour l'essentiel entre : 746 000 € destinés au réaménagement complet de l'esplanade de l'église et au déplacement du monument aux morts, 615 000 € pour l'extension du dojo, 500 000 € en vue de l'acquisition de terrains pour la création d'un golf public, 385 000 € pour l'acquisition des terrains pour de futurs jardins communaux, 300 000 € pour la remise en état du bassin de retenue des eaux pluviales, 187 000 € consacrés à l'amélioration des écoles ou encore 169 000 € consacrés à l'entretien des espaces verts.

#### Fiscalité locale
Avec un taux de taxe d’habitation de 4,10 % en  2005 , la pression fiscale pour les particuliers à Roissy était parmi les plus faibles du département et même de France. Il fallait néanmoins y ajouter 0,98 % pour la part intercommunale. Le taux départemental du Val-d'Oise était fixé la même année à 5,88 % de la valeur locative. À titre de comparaison, ce taux communal était de 6,90 % à Belloy-en-France, 10,59 % à Luzarches ou encore 12,54 % à  Survilliers, communes du Pays de France de populations équivalentes,.
Ce faible taux s'explique essentiellement par la situation privilégiée de la commune : si elle doit subir les nuisances liées à la présence du premier aéroport de France, elle bénéficie aussi d'une immense manne financière à travers la taxe professionnelle versée. Roissy‑en‑France se situe en effet au cinquième rang francilien en termes de base de taxe professionnelle. Elle était quatorzième pour le montant du produit de la taxe professionnelle (chiffres  2003 ). Avec 129 242 euros par habitant, la commune est en deuxième position régionale en termes de montant de base par habitant.

### Sécurité
(octobre 2015).
Une police municipale à caractère intercommunal a été créée en octobre 2002 , il s'agit de la première du genre en France. Le centre opérationnel se situe à Louvres, mais un découpage en trois secteurs a été mis en place afin de renforcer la proximité avec les habitants. L'effectif était composé de 43 agents au 1er octobre  2006 , et couvre treize communes sur les quatorze de la communauté (excepté Fosses).

### Jumelages
- Hamm (Sieg) (Allemagne) depuis 1981.

Le 15 novembre 1979 , un comité de jumelage fut créé, il se prononça pour le choix de la ville de Hamm (Sieg) (Rhénanie-Palatinat) en mars 1980. Le jumelage a été le théâtre de fêtes grandioses avec une participation exemplaire de la population. Pour promouvoir l'amitié entre ces deux villes, les premières flammes philatéliques du village ont été réalisées en 1984 et 1991, ainsi qu'un cachet à date pour le dixième anniversaire en 1992.

## Population et société

### Démographie

#### Évolution démographique
L'évolution du nombre d'habitants est connue à travers les recensements de la population effectués dans la commune depuis 1793. Pour les communes de moins de 10 000 habitants, une enquête de recensement portant sur toute la population est réalisée tous les cinq ans, les populations de référence des années intermédiaires étant quant à elles estimées par interpolation ou extrapolation. Pour la commune, le premier recensement exhaustif entrant dans le cadre du nouveau dispositif a été réalisé en 2006.

En 2022, la commune comptait 2 682 habitants, en évolution de −7,49 % par rapport à 2016 (Val-d'Oise : +4 %, France hors Mayotte : +2,11 %).
| 1793  | 1800  | 1806 | 1821 | 1831  | 1836  | 1841 | 1846 | 1851 |
| ----- | ----- | ---- | ---- | ----- | ----- | ---- | ---- | ---- |
| 1 200 | 1 196 | 935  | 976  | 1 030 | 1 055 | 965  | 980  | 888  |

| 1856 | 1861 | 1866 | 1872 | 1876 | 1881 | 1886 | 1891 | 1896 |
| ---- | ---- | ---- | ---- | ---- | ---- | ---- | ---- | ---- |
| 867  | 860  | 892  | 826  | 850  | 849  | 906  | 904  | 852  |

| 1901 | 1906 | 1911 | 1921 | 1926  | 1931  | 1936  | 1946 | 1954  |
| ---- | ---- | ---- | ---- | ----- | ----- | ----- | ---- | ----- |
| 894  | 903  | 816  | 903  | 1 034 | 1 091 | 1 092 | 979  | 1 158 |

| 1962  | 1968  | 1975  | 1982  | 1990  | 1999  | 2006  | 2011  | 2016  |
| ----- | ----- | ----- | ----- | ----- | ----- | ----- | ----- | ----- |
| 1 243 | 1 359 | 1 362 | 1 401 | 2 054 | 2 367 | 2 564 | 2 869 | 2 899 |

| 2021  | 2022  | - | - | - | - | - | - | - |
| ----- | ----- | - | - | - | - | - | - | - |
| 2 738 | 2 682 | - | - | - | - | - | - | - |

La population de la commune est jeune : les 62 habitants qui avaient 75 ans ou plus en 1999 ne représentaient que 2,6 % des habitants alors que cette proportion atteignait 4,5 % dans le département du Val-d'Oise, pourtant déjà parmi les plus jeunes de France. Les 712 jeunes de moins de 20 ans représentaient 30,1 % de la population (29,1 % dans le Val-d'Oise).
Roissy connaît une forte hausse de sa population qui peut s'expliquer par son dynamisme économique : par rapport au précédent recensement de 1990, la commune avait gagné 313 habitants en neuf ans. En vingt-quatre ans, depuis 1975, la commune avait gagné 1 005 habitants. Cette hausse semble se confirmer au vu des résultats provisoires de 2006 : la commune aurait encore gagné 197 habitants en sept ans.

#### Pyramide des âges
La pyramide des âges de Roissy-en-France montre le fort rajeunissement et la mutation démographique du village entre 1990 et 1999. Conformément à la région Île-de-France dans son ensemble, Roissy voit la part des enfants (moins de 15 ans) nettement diminuer, avec une baisse de 5 à 6 points entre les deux recensements de 1990 et 1999. Néanmoins ces valeurs restent supérieures à la part des moins de quinze ans dans la région (23,9 % des hommes et 19,0 % des femmes à Roissy-en-France contre respectivement 19,9 % et 17,9 % dans la région).
Contrairement à la tendance régionale, la part des personnes âgées a légèrement reculée à Roissy, alors que les tranches des 60 à 95 ans ou plus sont déjà deux fois moins représentées que la moyenne de la région. Pour la tranche des 60 à 74 ans, 5,0 % des hommes et 6,5 % des femmes à Roissy, contre respectivement 10,2 % et 11,3 % en Île-de-France et pour les plus de 75 ans, 1,7 % des hommes et 3,6 % des femmes contre respectivement 4,0 % et 7,2 % en Île-de-France. 
La création de l'aéroport a profondément modifié la démographie et la sociologie de la commune : d'un village agricole, Roissy s'est transformé en commune de résidence d'employés aéroportuaires, ce qui explique cet important rajeunissement en parallèle à la mutation sociologique connue depuis les années 1970,.

#### Catégories socio-professionnelles
En 1999, 56,3 % des actifs Roisséens ayant un emploi travaillaient dans la commune. Ce chiffre élevé pour la région a légèrement augmenté de 1,9 % entre 1990 et 1999. Le taux de chômage était faible avec seulement 5,2 % en 2005 (contre 9,4 % en 1999), soit 105 personnes (moyenne nationale : 9,6 % en 2005). Le revenu moyen par ménage est légèrement supérieur à la moyenne nationale avec 18 973 € par an (moyenne nationale : 15 027 € par an).
Les professions intermédiaires sont très représentées à Roissy-en-France, totalisant 27,2 % des actifs (contre 25,6 % en moyenne régionale et 23,1 % en moyenne nationale). Mais ce sont les employés qui sont les plus présents, avec 42,7 % des habitants de la commune (contre 29,5 % en Île-de-France et 28,8 % en France). Les ouvriers sont estimés quant à eux à 20,5 % des actifs de la commune (16,5 % en région Île-de-France et 25,6 % en France). Les cadres et professions intellectuelles sont en revanche sous-représentés à Roissy-en-France avec un taux de 6,6 % (contre 13,1 % en moyenne en France et 22,8 % en moyenne régionale). Les agriculteurs sont eux tout simplement inexistants, malgré la présence de terres agricoles.
Le taux de Roisséens ayant suivi des études supérieures, avec 19,2 %, est conforme à la moyenne nationale (18,1 %) mais nettement inférieur à la moyenne régionale (28,1 %).
D'un village essentiellement agricole, Roissy-en-France s'est transformé en trois décennies, depuis la construction de l'aéroport, en une petite commune d'employés et d'ouvriers, majoritairement salariés de la plate-forme aéroportuaire.

### Enseignement

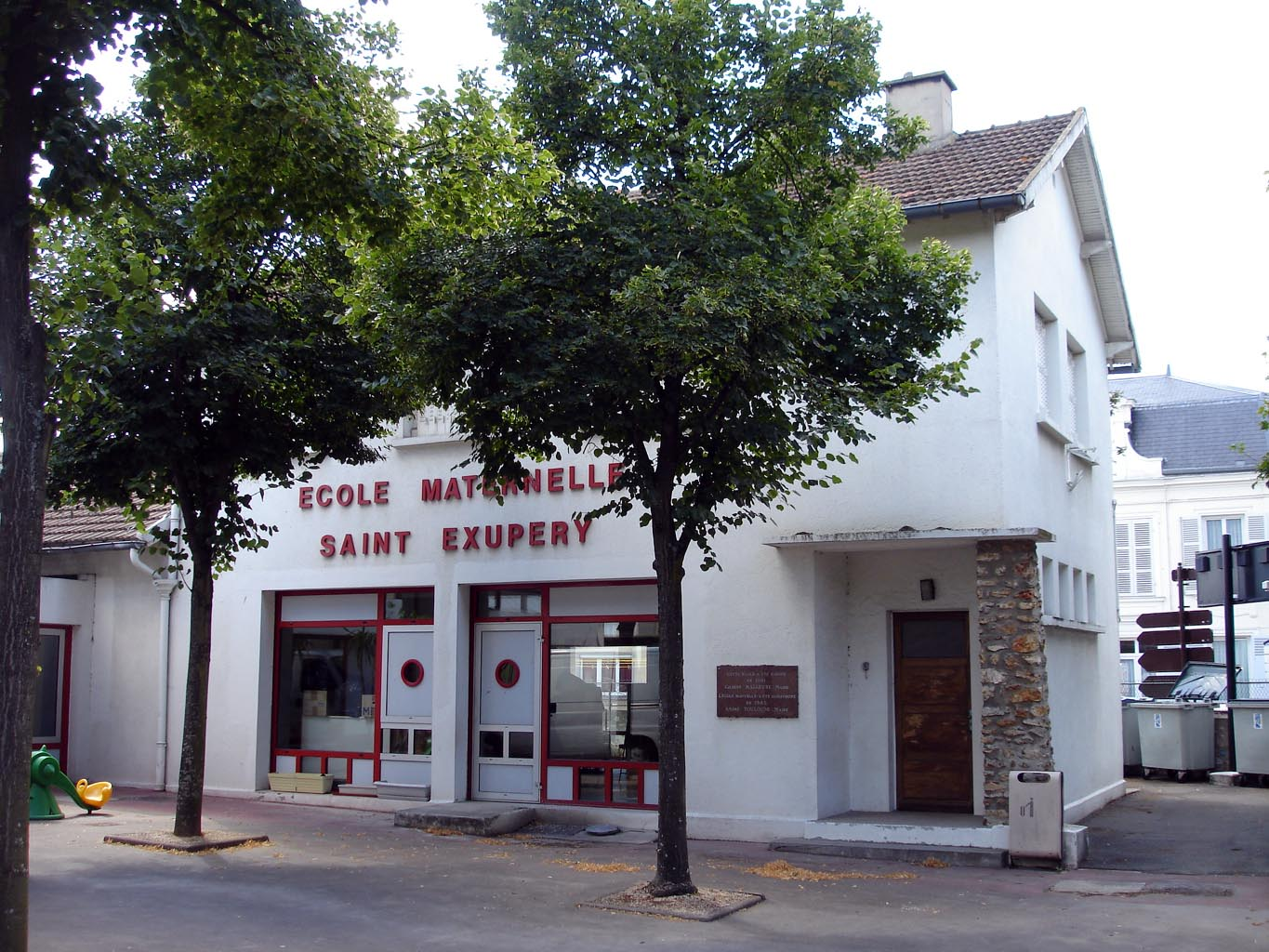
L'école maternelle Saint-Éxupery.

La monographie (1898) de  M. Joseph Leblond, instituteur, permet de retracer l'histoire des écoles du village depuis l'an 1601.
En 2009, Roissy possède deux écoles : l'école maternelle Saint-Exupéry - cinq classes (11, rue Dorval) et l'école primaire Jean-Mermoz - neuf classes (42, rue Houdart).
La commune relève de l'académie de Versailles. Les écoles du village sont gérées par l’inspection générale de l'inspection départementale de l’Éducation nationale de Louvres (Zac de la Fontaine, 10 square Madrid). La circonscription fait partie du bassin d'éducation et de formation de Gonesse.
La commune est sectorisée sur le collège François-Mauriac, rue de Paris à Louvres, situé à 4 kilomètres au nord-ouest et le lycée général Léonard-de-Vinci à Saint-Witz, situé à 12 kilomètres au nord, reliés au village respectivement par les lignes de bus scolaires R111 et R113.

### Sports

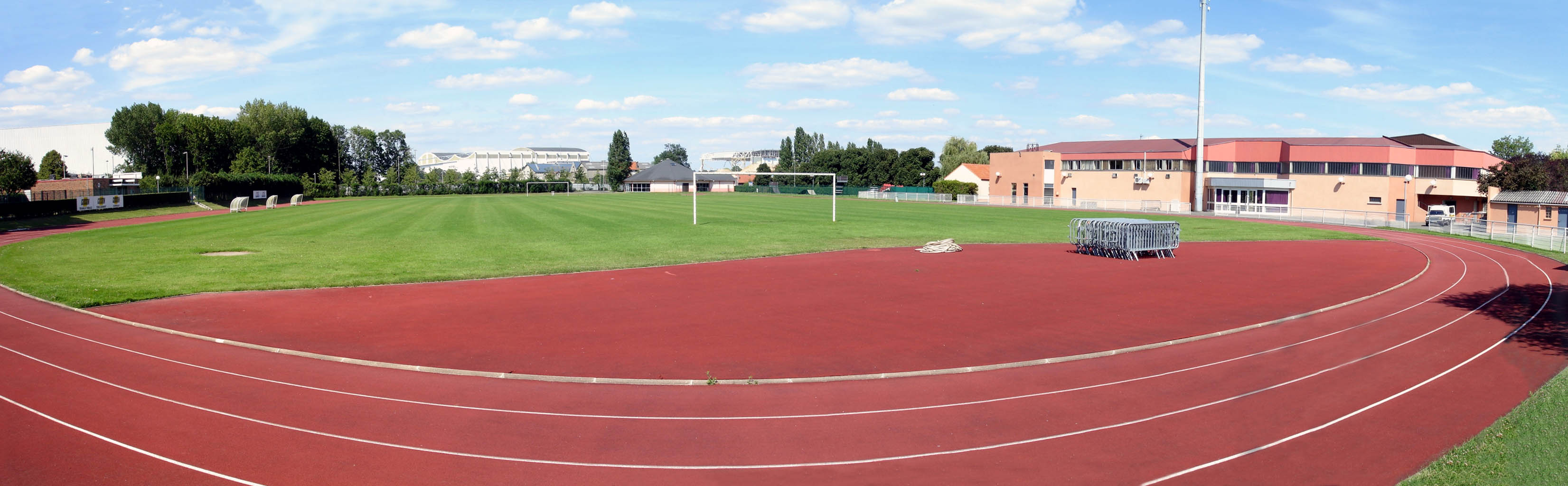
Terrain d'honneur du complexe sportif des Tournelles.

À la fin du XIXe siècle, il existait déjà des activités sportives : un cercle de tir à l'arc et un club de tir (le plus ancien club créé vers 1875).
Roissy-en-France possède une piscine intercommunale (chemin de Montmorency).
Le village possède en outre un complexe sportif, avec un terrain d'honneur, un terrain de football, un dojo, un skatepark, un terrain de bicross, un plateau d'évolution et un terrain d'aventure.

### Santé
La commune possède un cabinet médical qui accueille un médecin, un dentiste, une infirmière, un kinésithérapeute et un podologue (rue Jean-Moulin). Roissy relève de l'hôpital de Gonesse (25, rue Pierre-de-Theilley).
Durant l'été 1999, plusieurs cas de paludisme ont  été signalés autour de la plate-forme. D'un diagnostic difficile et détecté auprès de personnes n'ayant jamais voyagé en zone endémique, il est probablement provoqué par l'arrivée de moustiques voyageant accidentellement dans les avions. Depuis la première description du paludisme d’aéroport en 1977, 71 cas ont été publiés en Europe, dont 24 en France métropolitaine. Dans 18 cas, l’aéroport incriminé était Paris-Charles-de-Gaulle,.

### Cultes

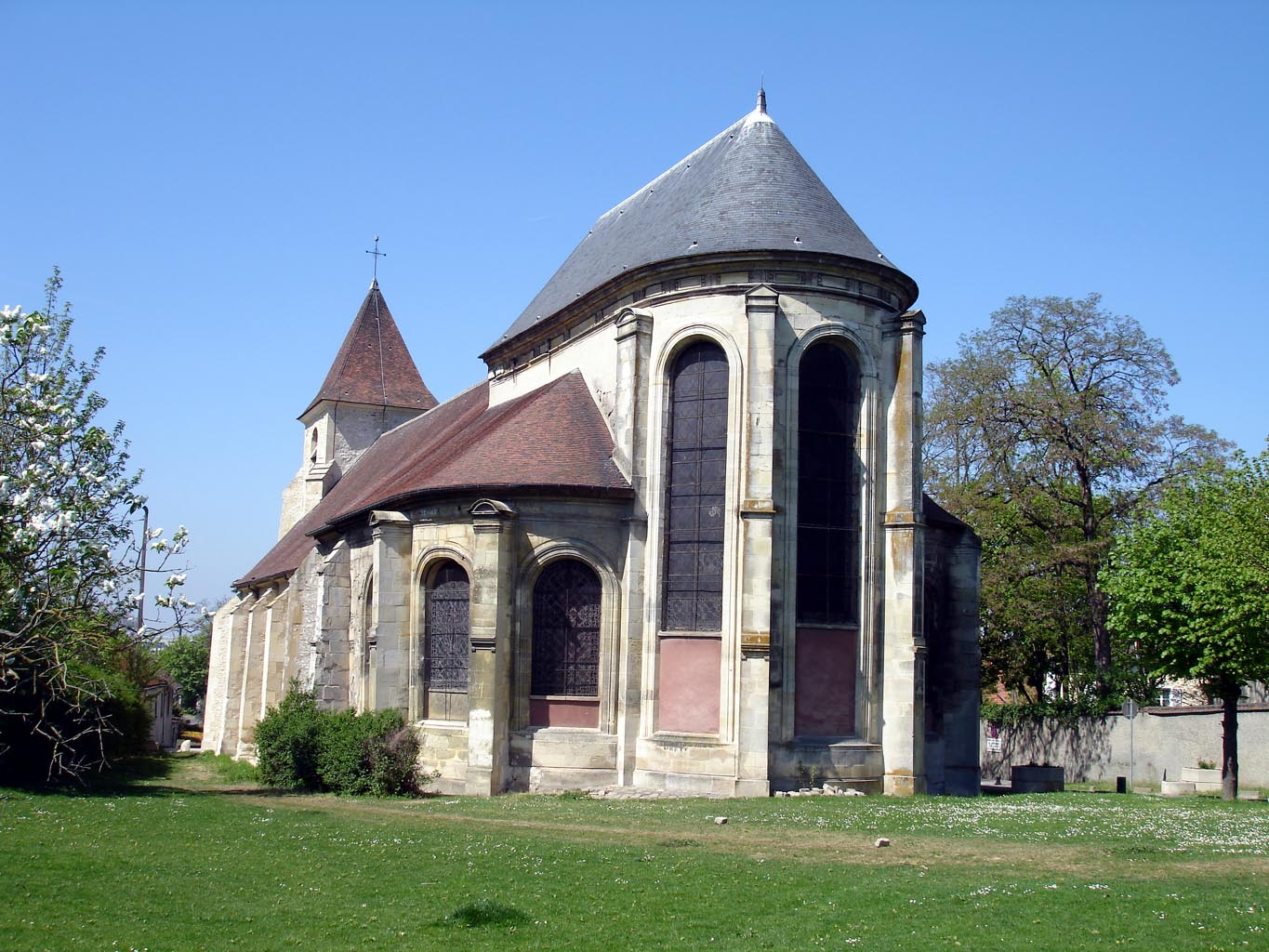
Le chevet de l'église du village. Il était entouré du cimetière jusqu'au milieu du XIXe siècle.

Église catholique. Les fidèles de la commune sont accueillis à l'église Saint-Éloi. La paroisse de Roissy relève du doyenné de Luzarches et du diocèse de Pontoise. Elle est desservie par le père Jean-Pierre Mangès.
La paroisse de Roissy-en-France, Chennevières-lès-Louvres et Épiais-lès-Louvres dépend du secteur pastoral de Louvres. L'aumônerie de l'aéroport Charles-de-Gaulle dépend du diocèse de Paris.
Église protestante. Les paroissiens de Roissy se retrouvent au Grenier de Sarcelles.

## Économie

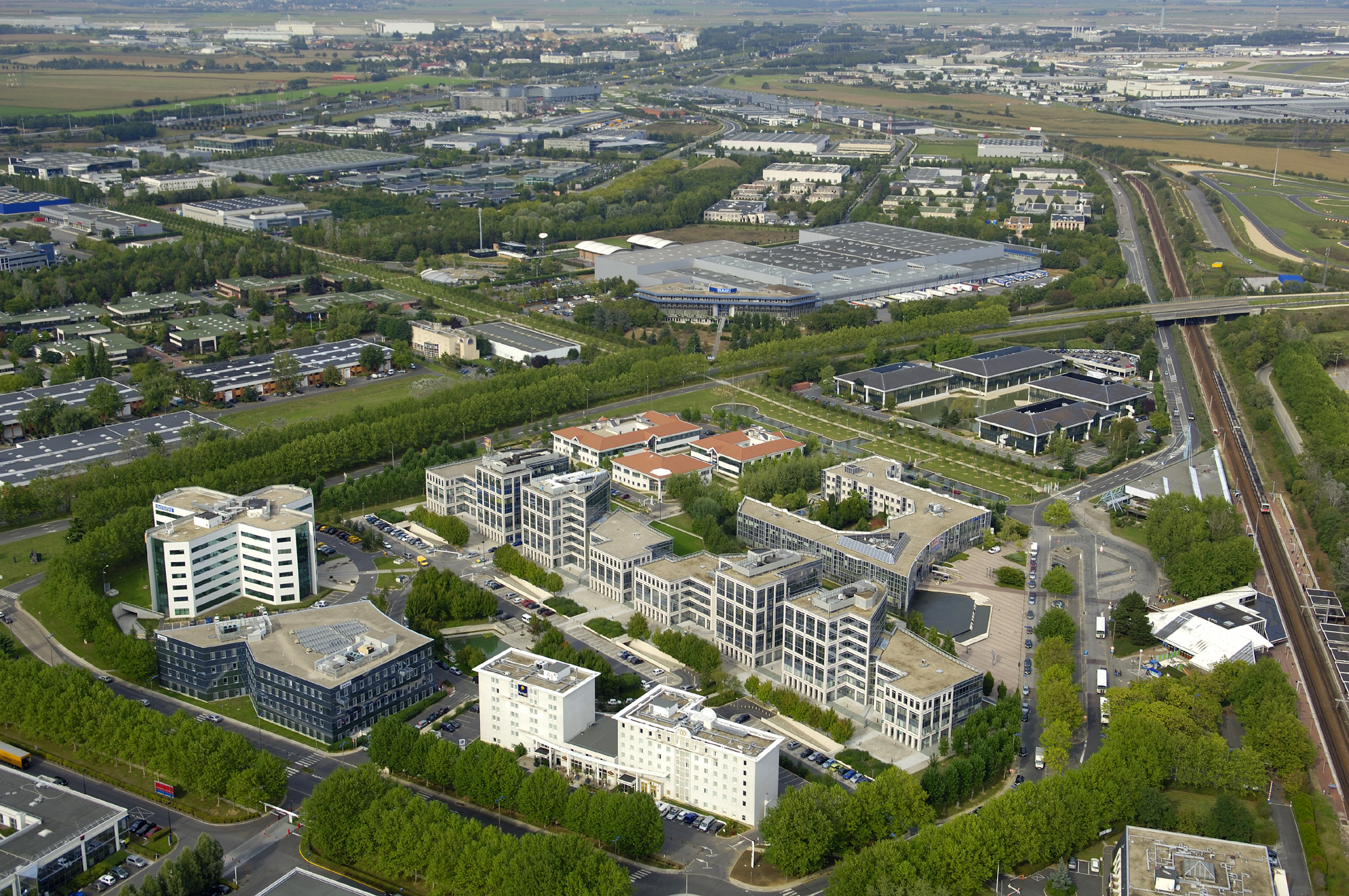
Vue aérienne du parc d'activités Paris-Nord 2. Au fond à gauche, le village de Roissy-en-France, à droite, l'aéroport Charles-de-Gaulle.

Roissy possède quelques commerces de proximité et petites entreprises. On trouve dans le village deux supérettes (Carrefour Market et Petit Casino), une boulangerie, une librairie, un bar-tabac, un salon de coiffure, une pharmacie, un fleuriste, un tatoueur et un atelier de reprographie.
Mais c'est bien entendu l'aéroport qui offre un nombre considérable d'emplois, environ 85 000 estimés début 2007.
La plate-forme aéroportuaire possède pas moins de vingt hôtels de toutes catégories totalisant 4 200 chambres. Ces hôtels font tous partie de grandes chaînes hôtelières internationales. Une importante partie du parc d'activités Paris-Nord II se situe par ailleurs sur le territoire communal. Le parc comptait au total en 2003 : 500 entreprises totalisant 16 000 emplois, 135 commerces regroupés dans un centre commercial, et 10 hôtels totalisant 1 800 chambres, pour un chiffre d'affaires global de 4,5 milliards d'euros.
La zone d'emploi de Roissy totalise relativement peu d'entreprises (2 300 en 2004) mais c'est la zone francilienne qui détient la plus forte proportion d'établissements de 500 salariés ou plus (83 pour 10 000).
Parmi les principales entreprises, on peut citer les dix premières en chiffre d'affaires : Air France, de loin en tête avec un CA de 12,3 milliards d'euros et employant 35 800 salariés sur la plate-forme en 2005, puis Dow-France avec 609 M d'€, Servair avec 521 M d'€, Computacenter avec 470 M d'€, Fujitsu-Siemens avec 366 M d'€, Geoservices avec 360 M d'€, Sara Lee avec 269 M d'€, Inmac Wstore avec 265 M d'€, Guerbet avec 225 M d'€, Quick-France avec 220 M d'€, SEMT Pielstick avec 218 M d'€.
De fait, Roissy-en-France est l'une des communes du Val-d'Oise les plus dotées en emplois résidents, à égalité ou presque avec Argenteuil ou Cergy, mais ces communes sont bien plus peuplées que la cité aéroportuaire.
Le bassin d'emploi de Roissy défini par l'Unedic regroupe soixante-quatre communes réparties sur trois départements et totalisant 623 500 habitants en 1999 et 252 000 emplois au 31 décembre 2005, ce qui en fait un des plus grands pôles d'emploi en France. Il est un des plus dynamiques d'Île-de-France, ayant connu une augmentation de 8 % du nombre d'emplois de 2001 à 2005 tandis que la tendance était à la baisse dans l'ensemble de la région. Les salariés du bassin d'emploi ont pour particularité d'être plus jeunes et moins formés que la moyenne régionale, de nombreux emplois étant peu qualifiés (manutention, services aéroportuaires…) et d'habiter très majoritairement sur le territoire,.
La commune possède également un office de tourisme, Roissy clé de France, participant à la promotion touristique du village et du département du Val-d'Oise.

### Impact environnemental de l'aéroport

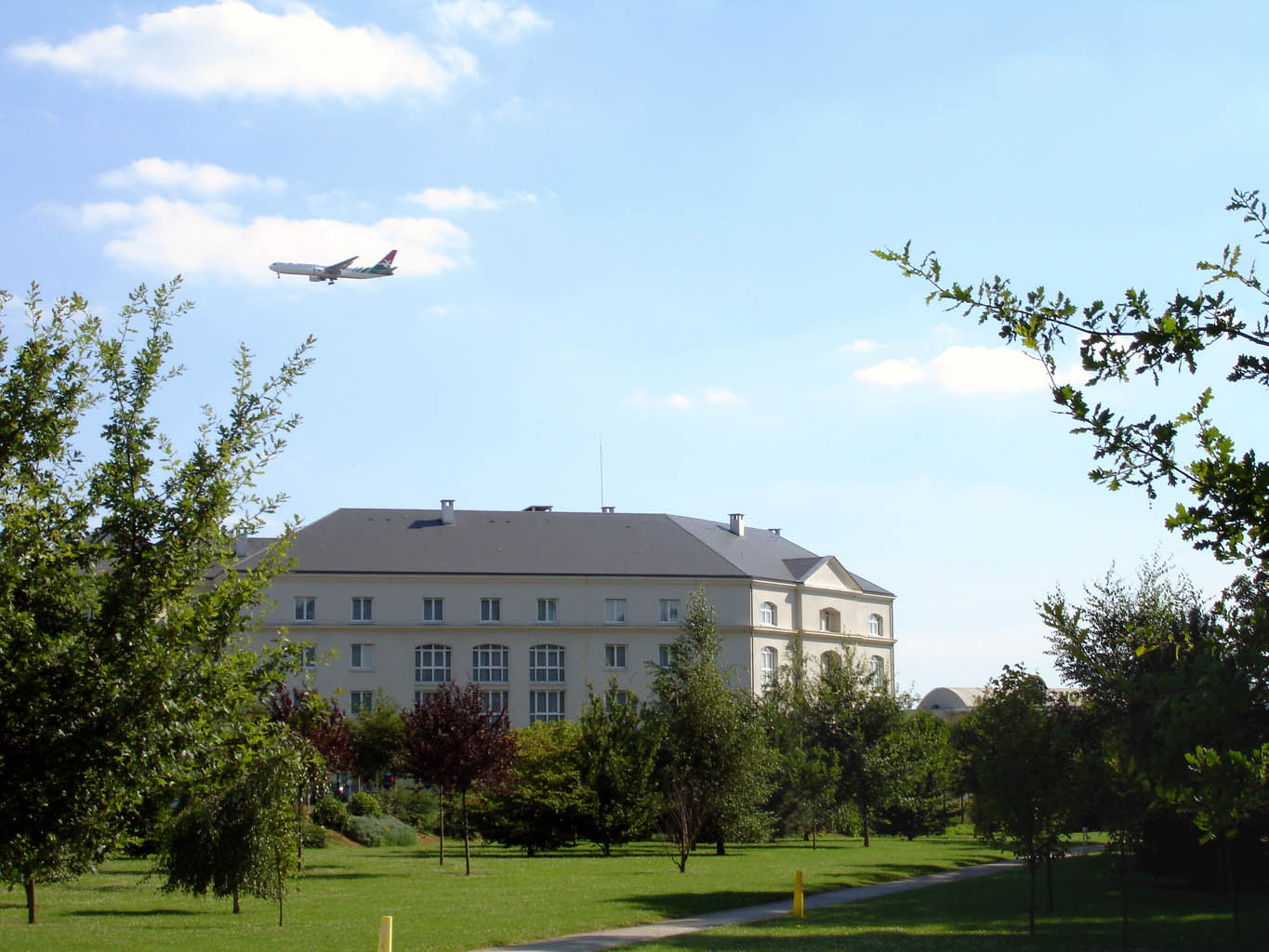
Avion à l'approche du doublet sud survolant la zone hôtelière.

L'aéroport occupe une part importante de la surface communale, mais aucune aérogare ne s'y trouve. En revanche, les hangars de la zone d'entretien nord (Ateliers Air France), une partie des pistes 1 et 3, la station météo et la zone centrale ouest (une tour de contrôle, le central téléphonique…) se situent dans la commune de Roissy-en-France.
L'activité de l'aéroport, s'il apporte une richesse incontestable à la commune et à la région en termes de vitalité économique, d'emplois et de revenus fiscaux, présente également des inconvénients. Outre les nuisances acoustiques et les risques de crash, l'importante pollution atmosphérique entraînée est de plus en plus mise en cause par les associations de défense des riverains. Ainsi, selon une étude de l'organisme officiel Airparif, l'aéroport pollue autant que le boulevard périphérique de Paris, axe routier le plus fréquenté de France. Paradoxalement, malgré sa proximité, le village de Roissy n'est pas le plus exposé aux nuisances acoustiques, puisqu'il est situé entre les axes des pistes. Ainsi des communes plus éloignées de la plate-forme aéroportuaire comme Sarcelles ou surtout Gonesse et Goussainville se trouvent plus exposées au bruit.
Un programme d'isolation phonique est proposé par Aéroports de Paris (ADP), prenant en charge de 80 à 100 % des frais d'insonorisation des logements, en fonction du revenu des occupants et de la zone de bruit concernée, déterminée par un plan de gêne sonore. Néanmoins ce programme nécessite plusieurs démarches et souvent un an, voire deux ou plus, pour aboutir. Le village de Roissy-en-France n'est de fait situé qu'en zone III de bruit, jugé d'impact modéré,. ADP diffuse régulièrement un magazine baptisé « Entre voisins », tente d'établir une communication régulière avec les riverains et a ouvert une maison de l'environnement sur la plate-forme, dans le but d'informer les habitants sur le trafic aérien et la diffusion du bruit.

## Culture locale et patrimoine

### Lieux et monuments

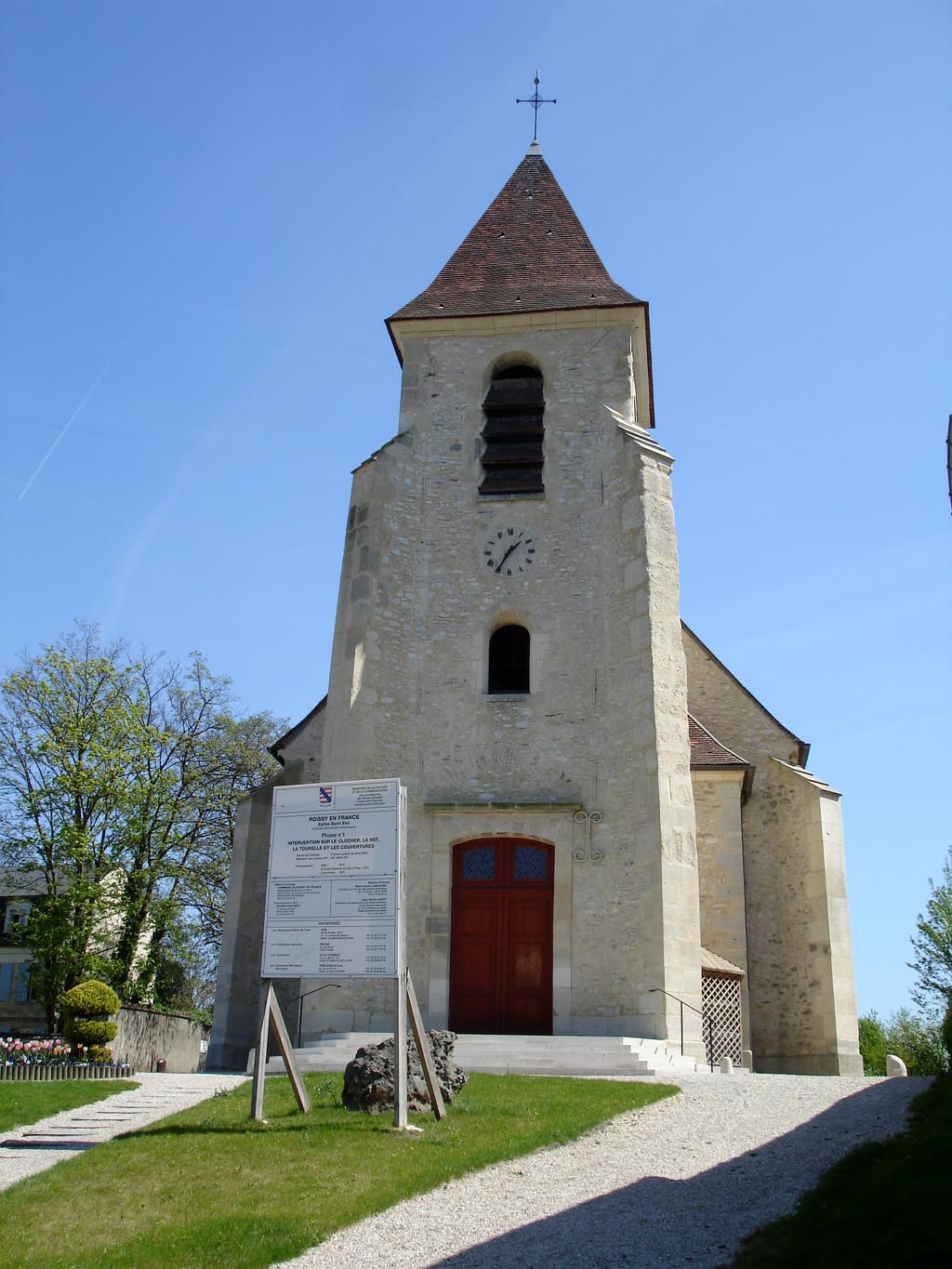
L'église Saint-Éloi.

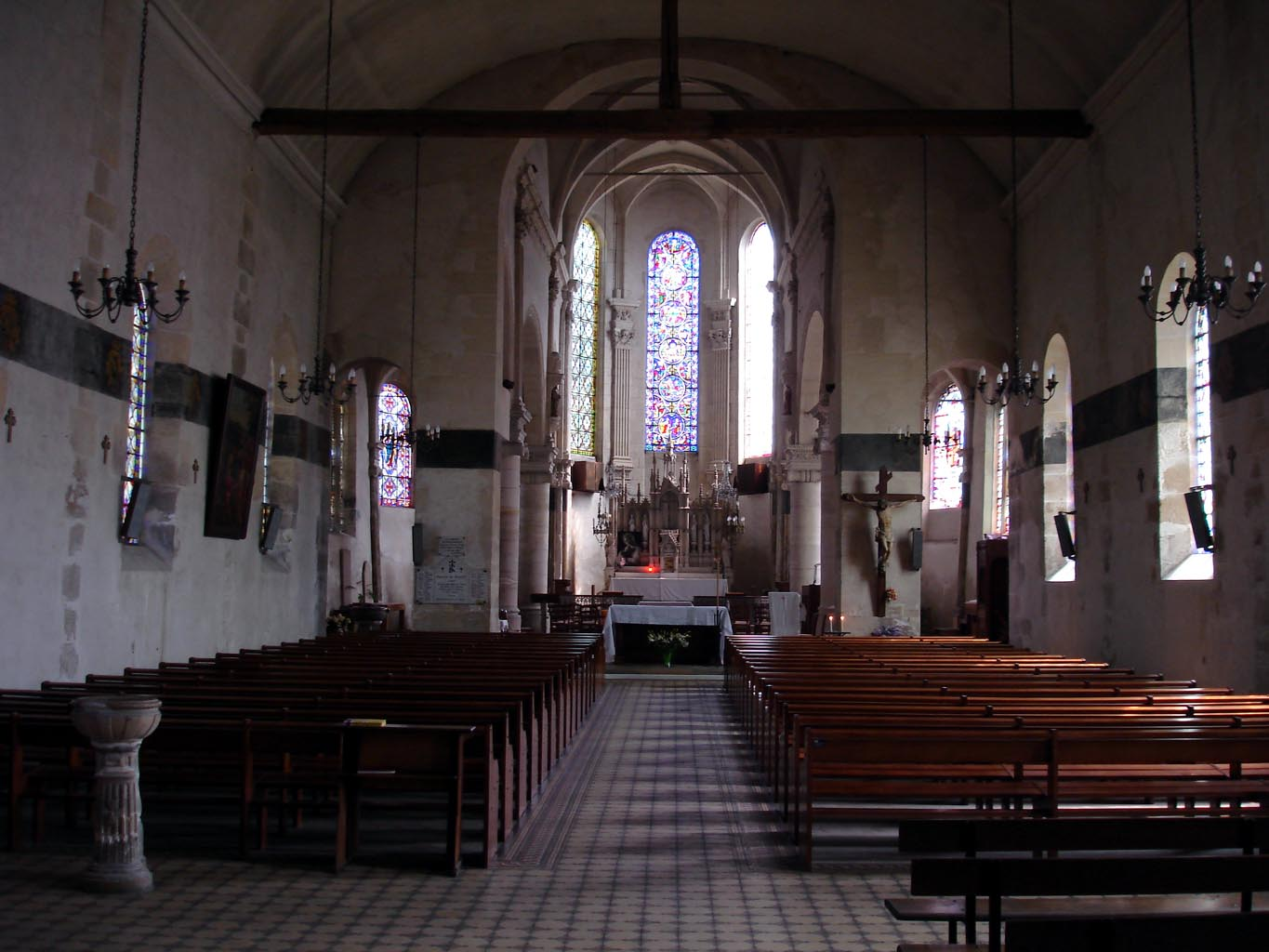
Nef de l'église Saint-Éloi.

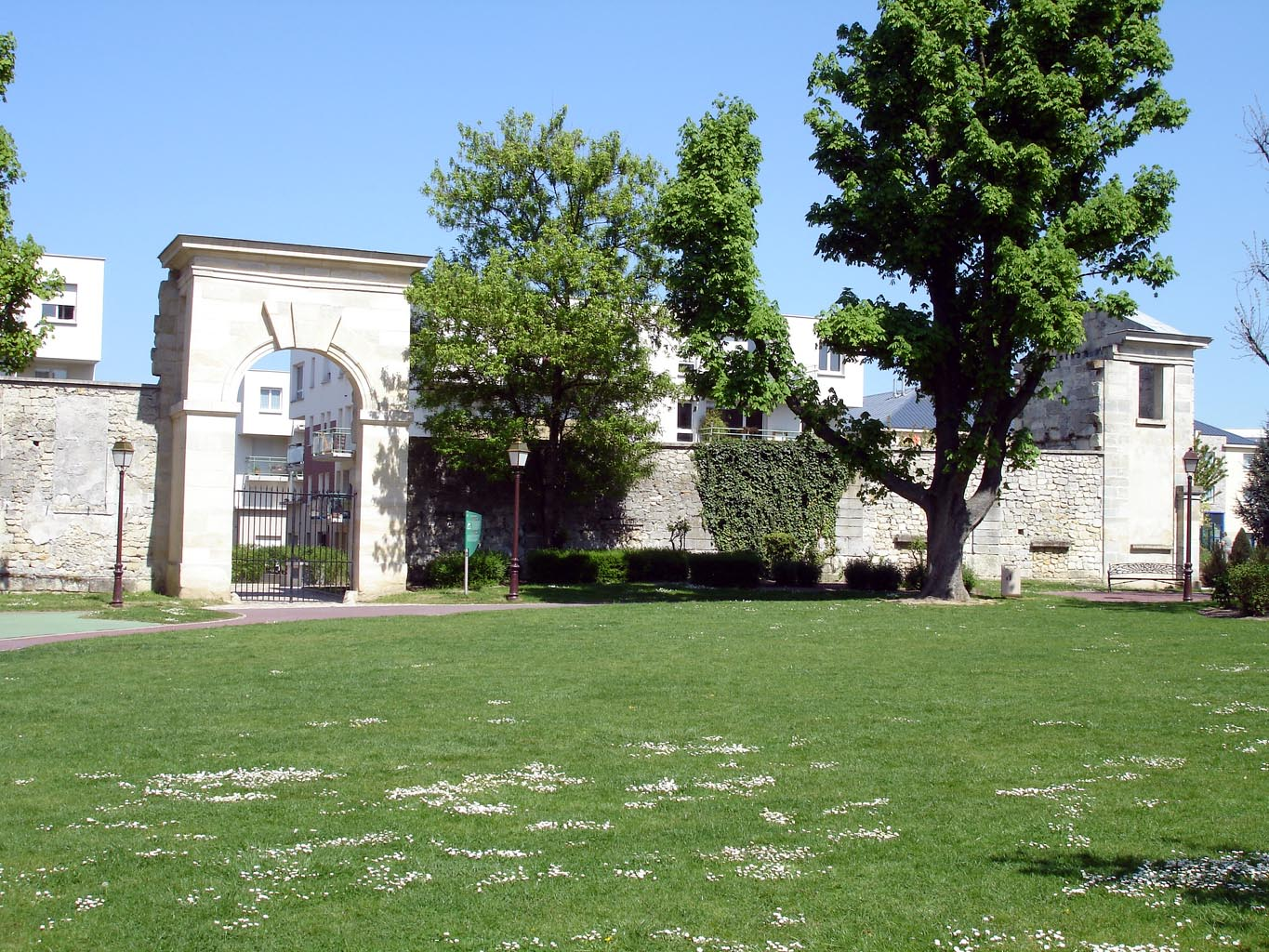
Vestiges du château, au parc de la mairie.

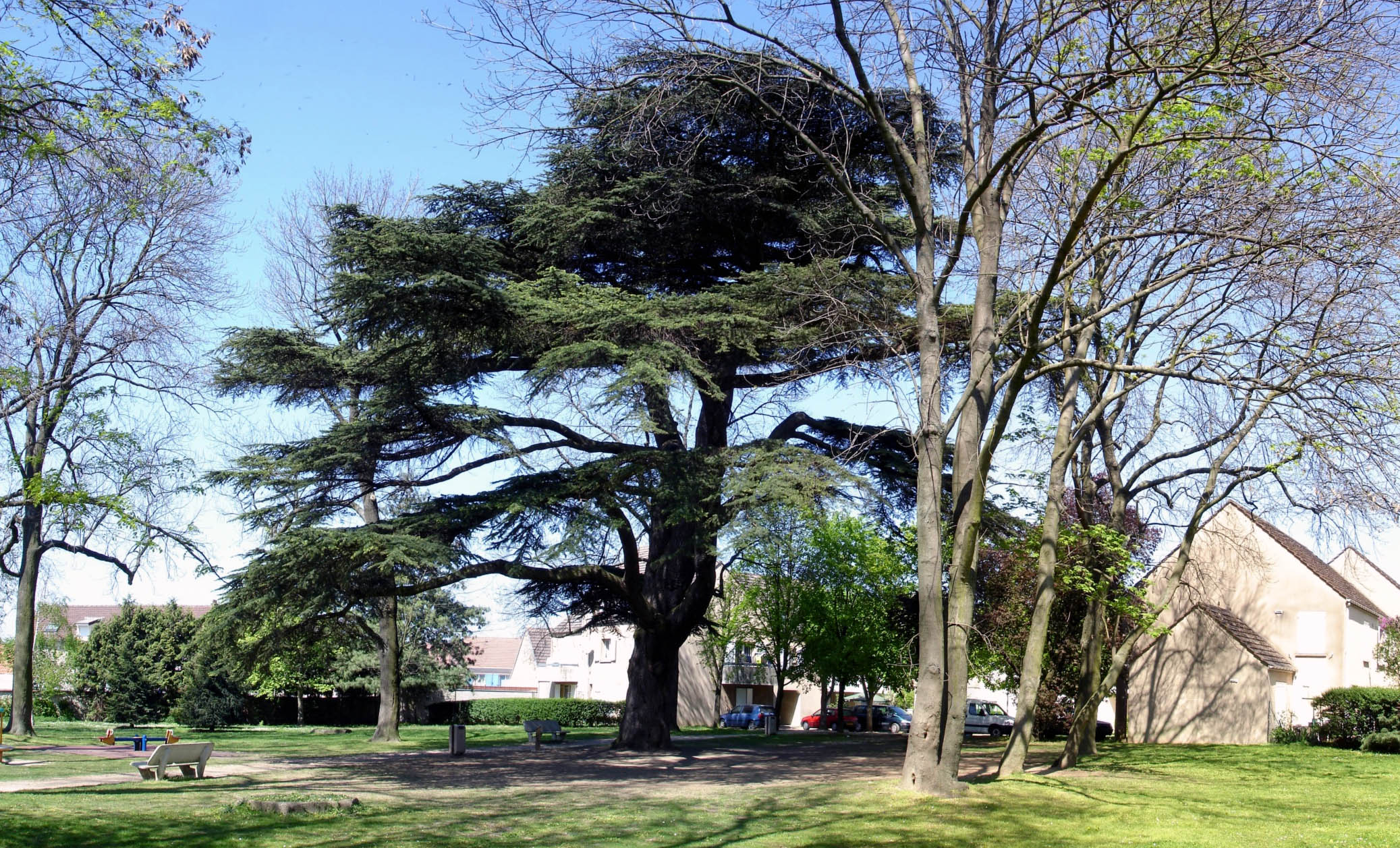
Le parc du Cèdre.

#### Monuments historiques
Roissy compte deux monuments historiques sur son territoire.
- Église Saint-Éloi, avenue Charles-de-Gaulle (classée monument historique par arrêté du 13 octobre 1942[96]) : L'édifice du XVIe siècle est dédiée à l'évêque de Noyon et conseiller du roi Dagobert, mort en 659. Construite vers 1560, c'est Jean Jacques de Mesmes, seigneur du village qui en est le commanditaire. Véritable joyau de la renaissance, elle serait l'œuvre de Nicolas de Saint Michel. Elle remplace un édifice antérieur probablement du XIIe siècle, lui-même construit à l'emplacement d'un précédent sanctuaire mérovingien ou carolingien, découverte attestée par la mise au jour de fondations de ce qui n'était probablement alors qu'une chapelle du château seigneurial. La nef est flanquée de collatéraux, terminée par un chœur Renaissance en hémicycle, éclairé par trois grandes fenêtres, le tout édifié à la fin du XVIe siècle comme l'atteste la date de 1574, inscrite sur un pilier extérieur. La décoration intérieure « à l'Antique » est particulièrement élégante. Une tour carrée au-dessus de la porte d'entrée est appuyée de contreforts aux angles[97],[98],[99]. En 1982, les vitraux de l'église furent restaurés, puis en mars 1989, l'église fut dotée d'un orgue, acquis par la municipalité[34]. L'édifice renferme un intéressant mobilier, constitué de statues anciennes et de dalles funéraires des XVIe et XVIIe siècles[100].
- Vestiges du château des Caramans, parc de la Mairie, allée du Verger (inscrits monument historique par arrêté du 21 octobre 1925[101]) : Du château de style classique détruit en 1794 dans le contexte de la Révolution, ne demeurent que le mur oriental et la porte sud de l'orangerie, au milieu de la façade sud dont les murs ne subsistent qu'à mi-hauteur. Autrefois couverts d'enduit, les moellons irréguliers affleurent aujourd'hui la surface. Des vestiges de pilastres en pierre appareillée ayant scandés la façade restent toutefois visibles. La porte possède un arc plein cintre, retombant de part et d'autre sur de courts bandeaux plats, et décoré simplement d'une moulure plate doublée. Quant au mur-pignon oriental de l'orangerie, il est précédé par un avant-corps en légère saillie cantonné de faux chaînages en bossage, prenant presque toute la largeur de la façade. Les mêmes bossages se répètent sur les extrémités de la façade à gauche et à droite du corps central. Ce dernier est surmonté par un fronton triangulaire, dont le tympan arbore un bas-relief représente des figures féminines entourant un vase de fleurs et de fruits. En dessous, le larmier au-dessus de l'entablement de l'unique fenêtre supporte un autre bas-relief, avec deux chérubins symétriques tenant des grappes de raisin autour d'une conque au milieu. La clé de voûte de l'arc en anse de panier est orné d'une griffe, et des feuilles de vigne sont visibles à gauche et à droite. Ce décor sculptural datant de 1703/09 est attribué à René Chauveau (1663-1722), alors que les plans du château ont vraisemblablement été dessinés par un disciple de Jules Hardouin-Mansart. Reste à mentionner un bas-relief ayant jadis orné le pignon ouest, et aujourd'hui conservé dans une propriété privée, rue de Paris. Il représente des armes attribuées par erreur à Claude de Mesmes, ancien ambassadeur de France de Louis XIV[28],[99],[Note 6]. Elles se blasonnent ainsi :« D'or au croissant montant de sable »[25].

#### Autres éléments du patrimoine
- Aéroport de Paris-Charles-de-Gaulle : D'une superficie totale de 3 500 ha dont 800 dans la commune est construit en réalité sur le territoire de six communes. Prévu pour accueillir trente-cinq millions de passagers par an à moyen terme (prévisions largement dépassées avec plus de cinquante-cinq millions de passagers en 2006), il fut mis en chantier en 1965. La première aérogare fut inaugurée en 1974 et la seconde en 1982. On doit à l'architecte Paul Andreu les deux principales aérogares ainsi que les gares RER et TGV. L'aéroport possède actuellement quatre pistes, deux d'envol et deux d'atterrissage. L'aéroport est desservi par le chemin de fer depuis 1976 et la ligne B du RER depuis 1979. C'est finalement le TGV qui est arrivé en dernier en 1994. Une desserte interne plus performante grâce à un métro automatique de type VAL, le CDGVAL, a été mise en service en avril 2007.
- Mairie, 40 avenue du Général-de-Gaulle : Bien que reflétant un style architectural souvent utilisé pour les édifices publics de la région pendant les années 1930, il s'agit d'une ancienne maison particulière construite en 1933 selon les plans de l'architecte Georges Regin. Le toit est constitué d'une superposition de deux toits à deux croupes. Devant des murs en béton, les façades présentent un parement de pierres irrégulières du milieu du rez-de-chaussée au milieu de l'étage, encadré par des briques rouges en dessus et en dessous. Une partie des façades est simplement couverte d'enduit et peinte en blanc, ce qui donne trois matières différentes. La travée centrale de la façade occidentale est surmonté d'un pignon, et de vastes baies plein cintre éclairent les pièces du rez-de-chaussée. Le balcon au-dessus de l'entrée ne date que de 1981, année de l'aménagement du bâtiment comme mairie[102],[99].
- Fontaine, avenue Charles-de-Gaulle, à proximité de l'église : Aménagée en 1987, elle s'appuie sur un mur de moellons d'une quinzaine de mètres de longueur et représente la gourde et les coquilles, symbolisant les pèlerins de Saint-Jacques-de-Compostelle. Néanmoins, le village ne figure sur aucun itinéraire connu de ce pèlerinage.
- Les souvenirs du Concorde : À proximité immédiate de l'orangerie est exposé le train d'atterrissage d'un Concorde, offert à la commune par la compagnie aérienne Air France en 2004, à l'occasion de la cessation d'activité de l'avion supersonique. « Ce monument sera le témoin de l'amour des gens de Roissy pour l'aérien, mais aussi le témoin de l'amour des gens d'Air France pour leur port d'attache, Roissy. » a déclaré Pierre-Henri Gourgeon, directeur général exécutif d'Air France le jour de l'inauguration du monument, le 24 mai 2005. Un bloc de servocommande de l'appareil est également exposé en mairie.
- Des sculptures contemporaines ont été placées en plusieurs points du village en 1997, devant la mairie annexe et à proximité du centre culturel. On peut citer : le « Métalithe », mi-oiseau mi-avion et très inspirée du Concorde, œuvre d’Alex Labejof, artiste roisséen ; « Connection », sculpture en pierre et granite d'environ une tonne, qui a réuni dix artistes du Monde entier sous la coordination du sculpteur Gilles Brun ; « Le Temps », « Œuvre collective » (exposée devant la mairie annexe) réalisée avec la participation des enfants du centre de loisirs maternels et « L'aumône », exposée en mairie, œuvre d'Alex Labejof.

L'Office de Tourisme "Roissy clé de France" propose au public un parcours piéton en visite libre, avec un audio guide disponible en trois versions (français, anglais et espagnol), également téléchargeables sur le site internet de l'organisme. Les dix-huit stations attirent l'attention du visiteur sur l'histoire du village et ses particularités. Le parcours s'effectue en une heure environ.

### Jardins et espaces verts
La commune possède un espace vert principal : le « jardin de la mairie ». Il est prolongé au sud par le parc de l'orangerie, composé de six petits jardins à thème, d'un parcours de santé, ainsi qu'un petit parc en extension, le « parc du Cèdre ». L'arbre qui lui a donné son nom est un des trois cèdres vestiges du parc du château, qui comptait de nombreuses essences. Les deux autres sont situés sur l'emprise aéroportuaire, de l'autre côté de l'autoroute du Nord. Une zone récréative a également été aménagée dans une vallée sèche. Cet espace, baptisé la « vallée verte », comprend trois circuits pédestres balisés et une piste cyclable. Roissy possède toujours par ailleurs trois-cents hectares de terres agricoles.
La municipalité s’est vue remettre en 2005 sa première fleur au Concours des villes et villages fleuris, récompensant les efforts de fleurissement de la commune.

### Équipements culturels
En 1900 déjà, il existe une bibliothèque au sein de l'école primaire. En 1901, M. Leblond crée des animations culturelles structurées avec la fondation de la société de musique « l'Amicale ».
Après la Seconde Guerre mondiale, un prêtre, l'abbé Nogaret, entreprend au sein du patronage un véritable programme culturel. Théâtre, chant et musique (la Fraternelle) sont les plus beaux fleurons de la culture du village de l'entre deux guerres.

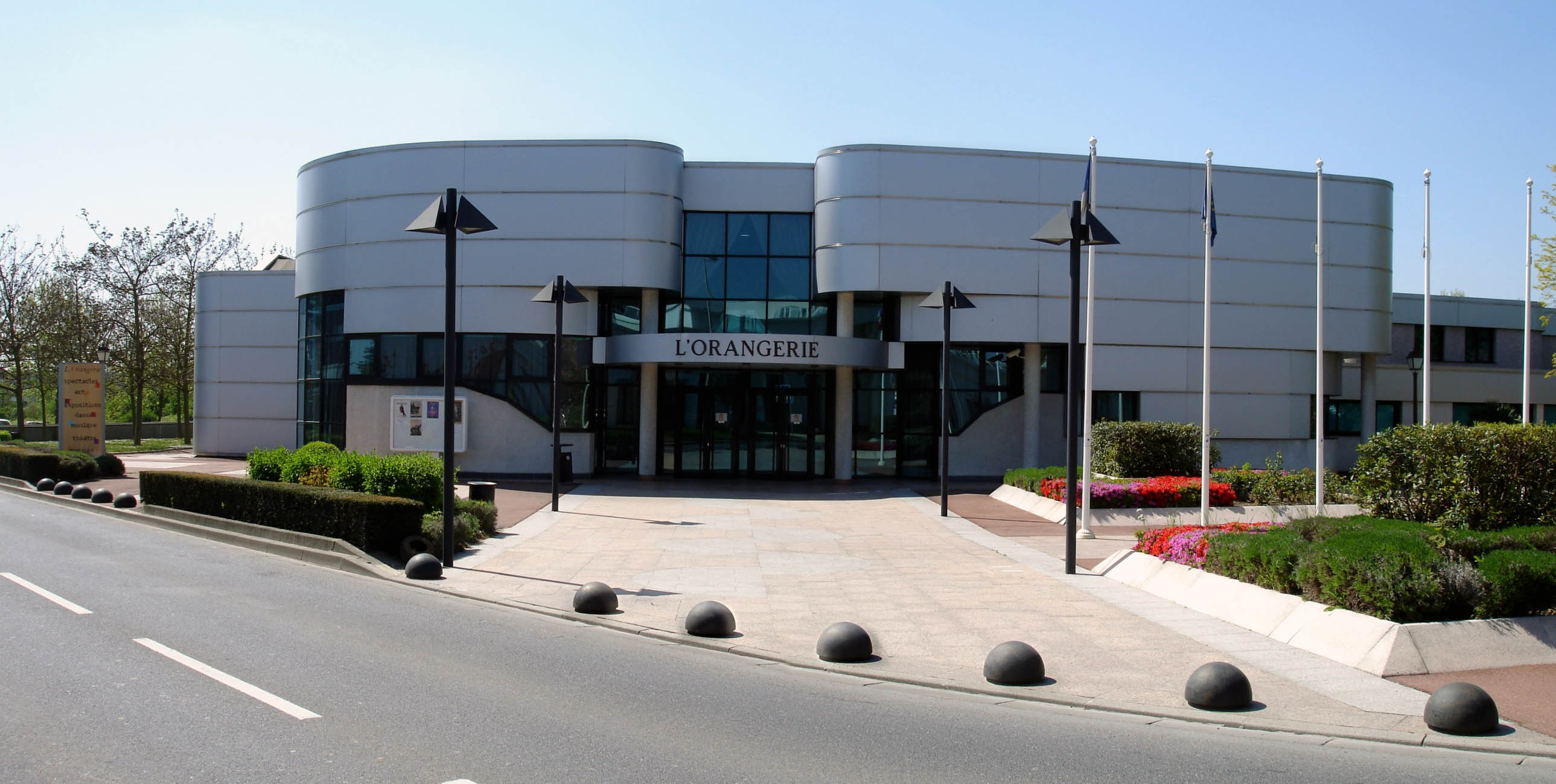
L'Orangerie, centre culturel de Roissy.

Le centre culturel de la commune, baptisé « L'Orangerie » et inauguré en octobre 1996, comprend la bibliothèque municipale (d'une surface de 110 m² de plain pied), l'école de musique (une dizaine de salles), l'école de danse (deux studios) et une salle de spectacle constituant un vaste espace modulaire de 416 places avec gradins mobiles. Une galerie d'exposition en mezzanine présente en outre des créations artistiques. Les accès au centre culturel sont adaptés aux handicapés.
L'Orangerie propose divers ateliers artistiques (danse, théâtre, enseignement des arts plastiques) ainsi qu'une programmation artistique variée tout au long de l'année (expositions, chorales, pièces de théâtre…). En 2007, Enrico Macias, Axelle Red ou encore Georges Moustaki y ont chanté, des humoristes comme Anthony Kavanagh s'y sont représentés et un festival du film japonais s'y est déroulé.

### Roissy-en-France dans la littérature
Roissy-en-France bénéficie d'une certaine notoriété littéraire puisque c'est là que Pauline Réage place l'établissement qu'elle a imaginé dans son roman Histoire d'O. Appelé simplement Roissy dans le roman, son identification est assurée par André Pieyre de Mandiargues dans une postface (intitulée précisément Roissy-en-France) d'une suite de ce roman intitulée Retour à Roissy.
Le village est également évoqué dans l'œuvre de Jean Roba, dans le 19e album de la bande dessinée Boule et Bill intitulée « Globe-trotters », où certains personnages citent Roissy-en-France dans les dernières pages, évoquant sous ce seul nom l'aéroport international.
D'autres auteurs se sont inspirés de ce village pour agrémenter leurs œuvres. On peut citer Paul Fort dans son recueil Ballades Françaises, mais également quelques écrivains locaux comme Eugène Soitel avec Roissy dans la passé ; Fernande Castelnau avec Le Carême de Roissy-en-France ; Aimé Julien avec Le Roman de Roissy-en-France.
De belles poésies écrites par un ancien Roisséen, Edmond Bernard, font une description pleine d'humour et de sensibilité de la vie de son village natal.

### Roissy-en-France au cinéma et à la télévision
Plusieurs films ont été tournés à Roissy, en particulier bien sûr dans le cadre de l'aéroport. On peut citer :
- Les Anges gardiens (1995) de Jean-Marie Poiré avec Gérard Depardieu et Christian Clavier.
- Le Boulet (2002) d'Alain Berberian avec Gérard Lanvin, Benoît Poelvoorde et José Garcia.
- Décalage horaire (2002) de Danièle Thompson avec Juliette Binoche, Jean Reno et Sergi López.
- Si c'était lui… (2007)  d'Anne-Marie Étienne avec Marc Lavoine et Carole Bouquet.

### Personnalités liées à la commune
- Maurice Gabriel de Riquet de Caraman (1765-1835), militaire et homme politique français, deuxième fils de Victor Maurice de Riquet de Caraman et de Marie-Anne Gabrielle d'Alsace de Hénin Liétard, est né au château de Roissy.
- Alfred Bougeault né en 1817 à Roissy et mort le 16 mai 1893, est un historien de la littérature.

Parmi les personnages glorieux qui virent le jour à Roissy, l'on compte Aubin Olivier, graveur des Monnaies ; inventeur et conducteur des engins du moulin de la monnaie, en l'Isle du Palais de Paris, mort à Paris en 1581.

### Héraldique
| Armes de Roissy-en-France. | Les armes de Roissy-en-France se blasonnent ainsi : D'argent aux quatre fasces vivrées de gueules, à la bande d'azur semée de fleurs de lys d'or brochant sur le tout. |

Le 10 avril 1965, le conseil municipal après avoir délibéré décide d'adopter ce blason  comme armoiries de la commune.
On a ignoré longtemps avec exactitude à quelle famille seigneuriale ces armoiries appartenaient. Il semblerait qu'elles soient très anciennes, remontant aux 12e ou 13e siècles.
D'après des travaux d'Étienne Pattou, ces armoiries seraient nées du mariage en 1552, d'Henri de Mesmes, seigneur de Roissy et Malassise, maîtres des requêtes et Chancelier du Royaume de Navarre, lieutenant civil et députés de Paris, avec Jeanne Hennequin, fille d'Oudard IV Hennequin, descendant de la famille Gentien ou Gentien d'Erigné. « De gueules à trois fasces ondées d'argent, à la bande d'azur semée de fleurs de lys d'or brochante » La bande d'azur semée de fleurs de lys a été accordée par le Roi Philippe le IV « Le Bel », en mémoire du service rendu à la bataille de Mons-en-Pévèle en 1304, par deux cousins, Jacques et Pierre Gentien.
Une autre possibilité est à l'étude. Vers 1440, Jean de Billy, seigneur de Mauregard (Seine-et-Marne) et de Roissy en partie épouse Marguerite d’Orgemont. Cette femme est la petite-fille de Jeanne Gentien dit « La Gentienne » et de Arnold Boucher. Nicole Hennequin, épouse de Jean-Jacques de Mesmes, seigneur de Roissy et Jeanne Hennequin épouse de son fils Henri sont issues également de cette branche,.

## Notes et références

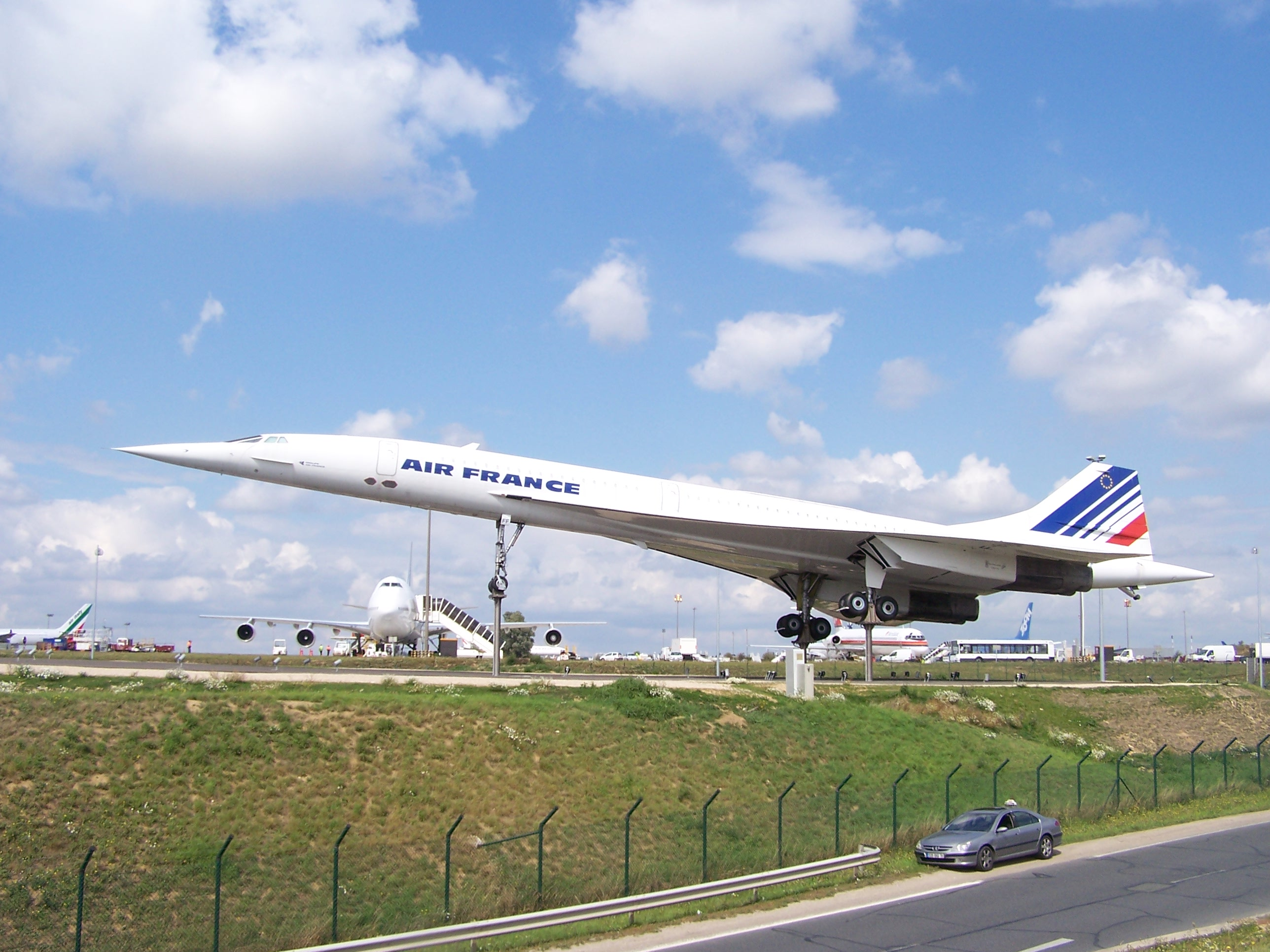
Concorde exposé à l'aéroport.